# 黑色繪畫

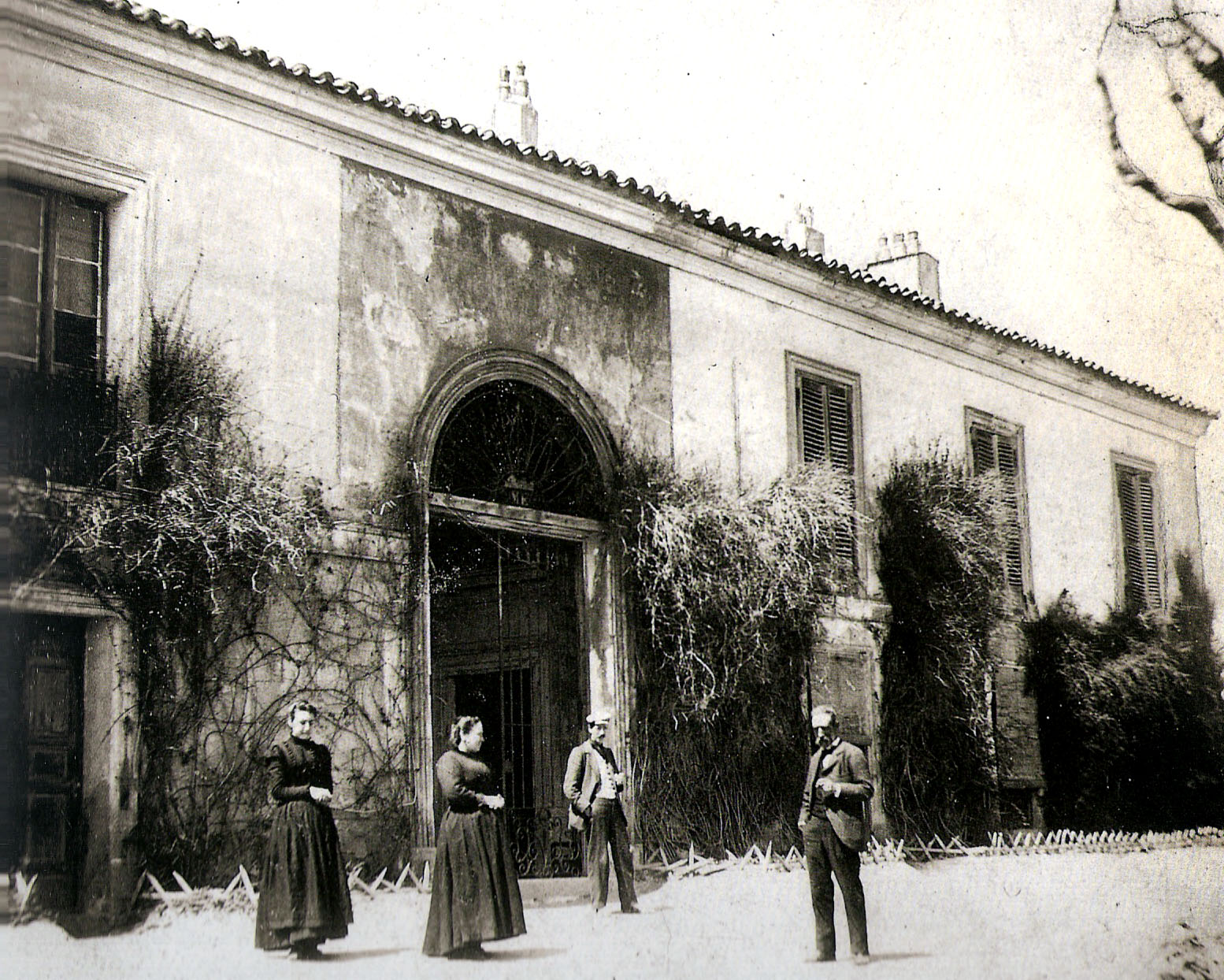
聾人別墅，攝於1900年。

《黑色繪畫》（西班牙語：Pinturas negras）是西班牙畫家弗朗西斯科·戈雅晚年創作的一組14幅畫作，推測完成於1819至1823年間。這些作品表現出強烈而深刻的主題，令人不安，展現了戈雅對瘋狂的恐懼和對人類前景的悲觀態度。1819年，72歲的戈雅搬到位於馬德里郊外的一棟兩層別墅——「聾人別墅」居住。這個名字源自先前屋主的聽力障礙，而戈雅此時也因46歲時罹患不明疾病幾乎完全失聰。這些畫作最初是他直接繪製在別墅牆壁上的壁畫，後來由新任屋主艾爾蘭格男爵將畫作從牆上剝離，附於畫布上保存。如今，這些作品典藏於馬德里普拉多博物馆。
戈雅對人性的悲觀和厭世心態，主要來自他對拿破崙戰爭與西班牙政府變革帶來的內亂的親身經歷。深刻的恐懼、驚恐及兩次重病的經驗，讓他對病情復發的可能性感到愈加不安和焦慮，這些情緒最終轉化為《黑色繪畫》的創作動力。戈雅透過油彩直接在自己家中餐廳和客廳的牆壁上作畫，主題陰鬱且極具張力，並未接受任何委託，也未打算搬出家中展示。有觀點認為，戈雅或許從未打算將這些作品公開展出，認為它們是「極具私密性的作品，堪稱西方藝術史上最私人化的作品之一。」
戈雅並未為這些畫作命名，或即便命名，也未曾向他人透露。如今所見的畫名，大多由藝術史學家所命名。這些畫作最早於1828年由戈雅的朋友安東尼奧·布魯加達編目，包含14幅畫作。

## 绘画一览

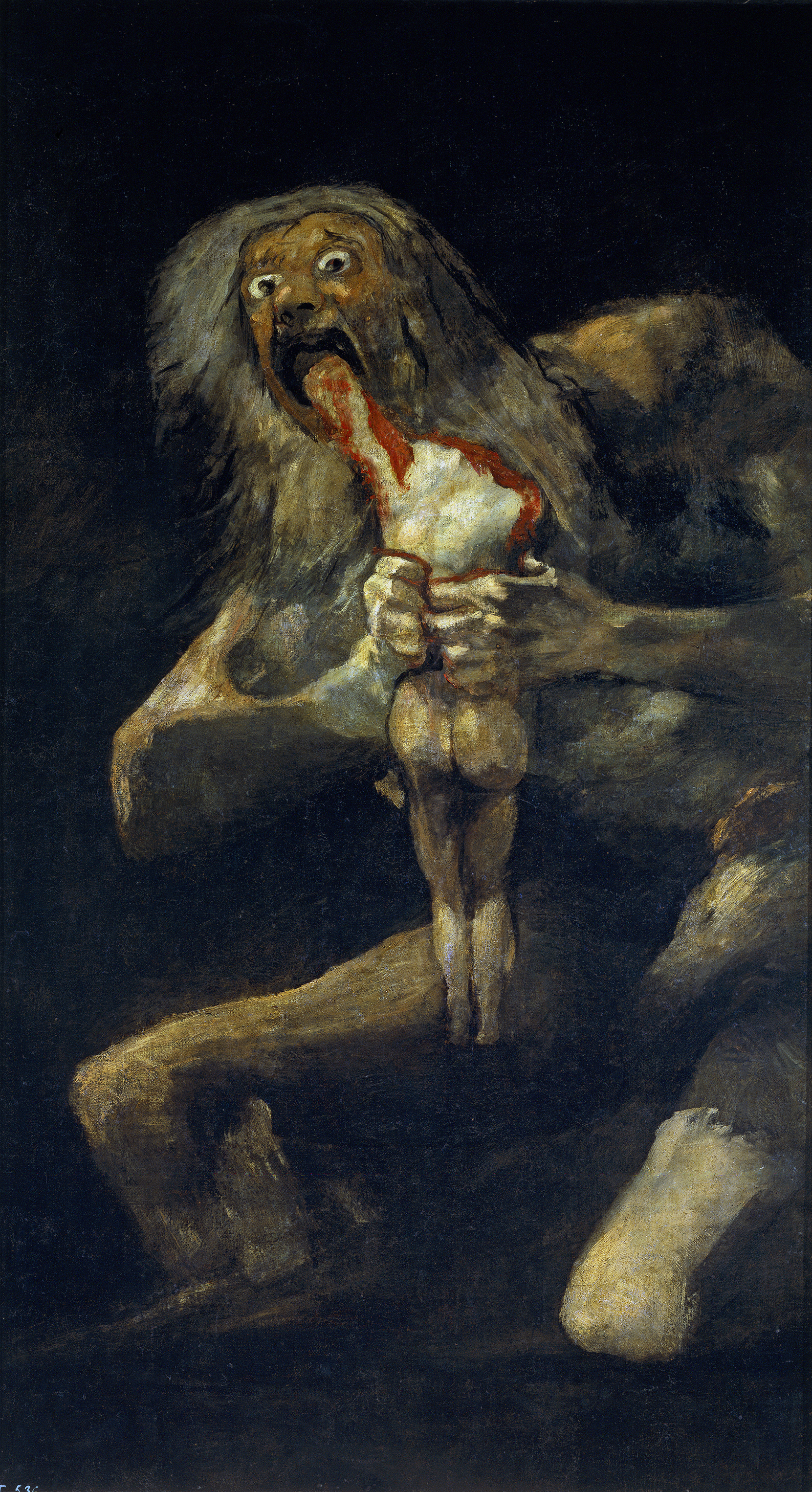
农神吞噬其子（Saturno devorando a su hijo），1819–1823年
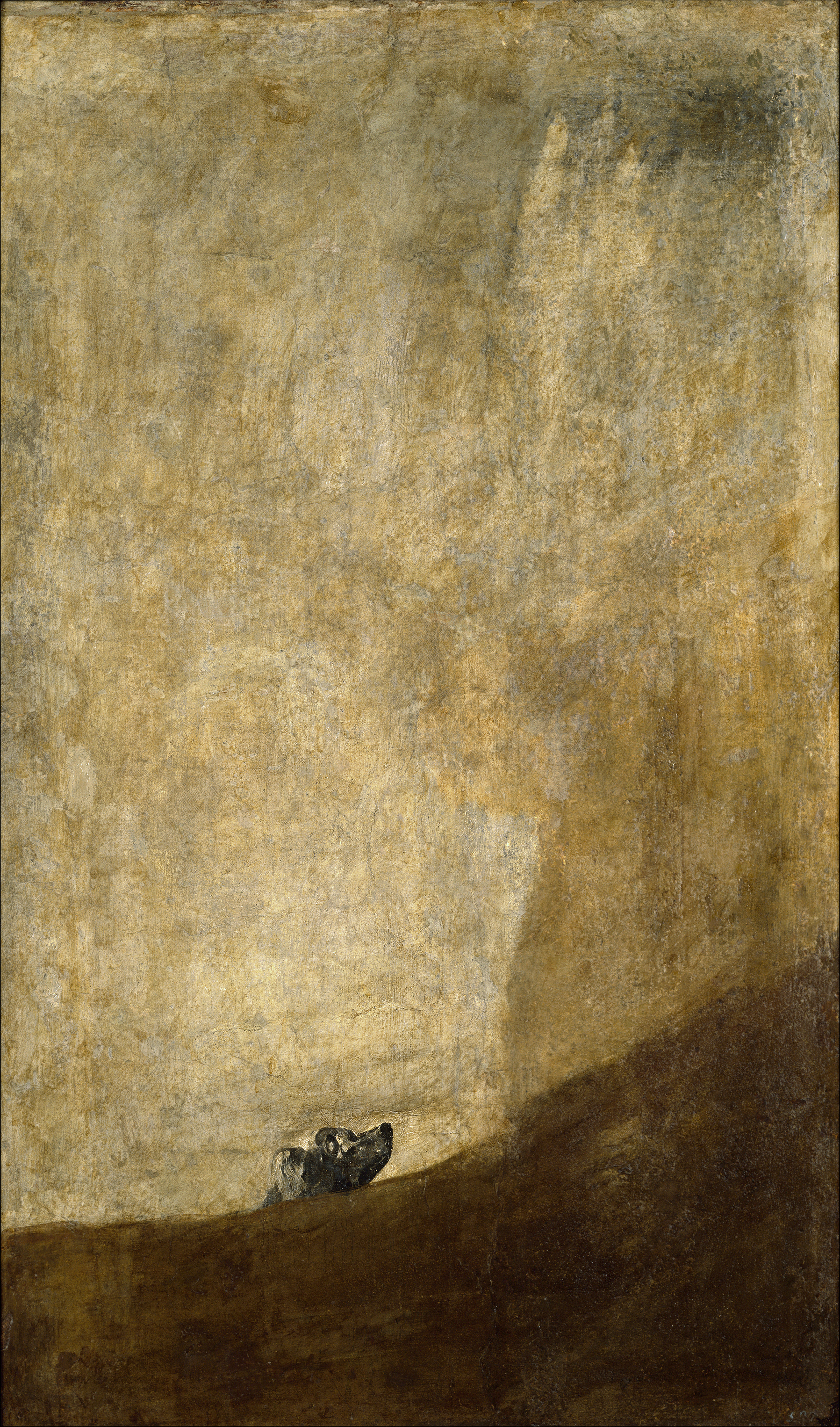
狗（El perro），1819–1823年
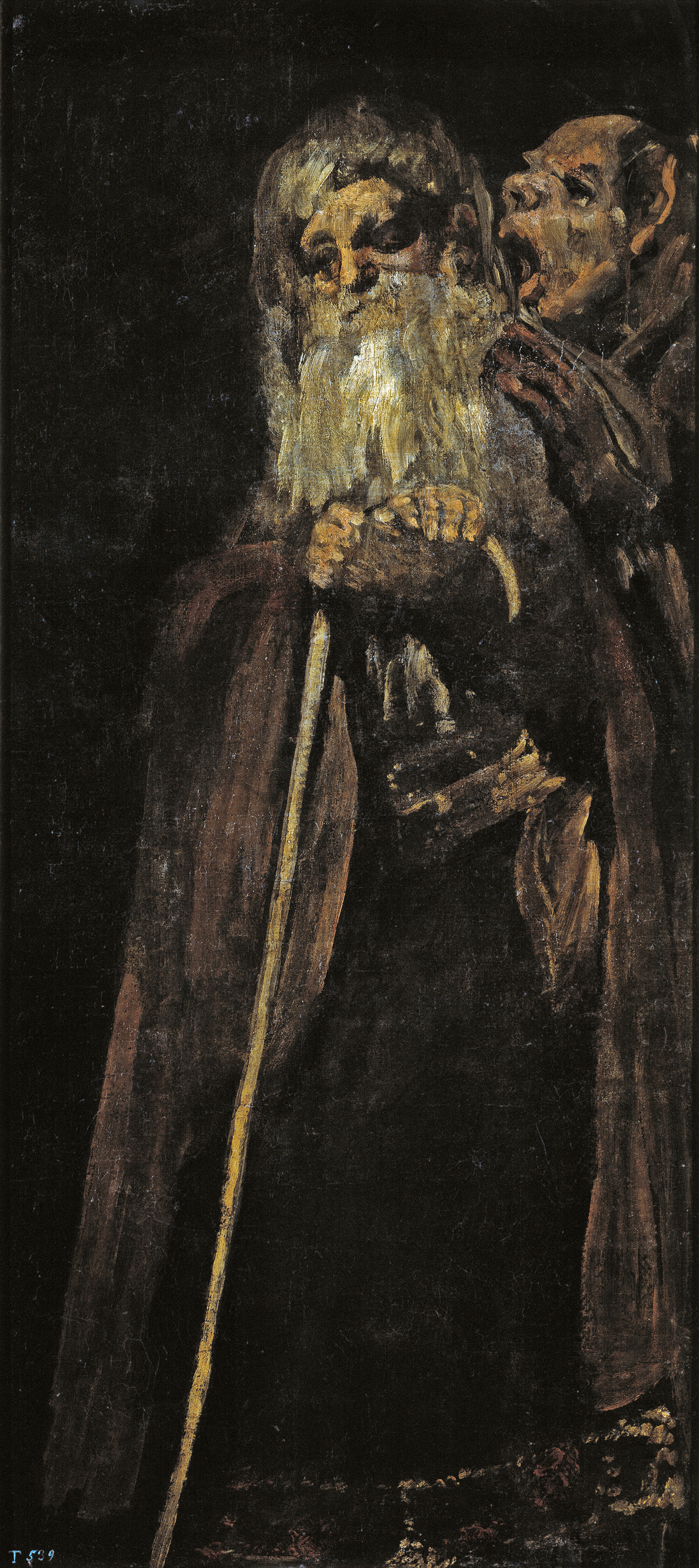
两个老人（英语：Two Old Men）（Dos viejos/Un viejo y un fraile），1819–1823年
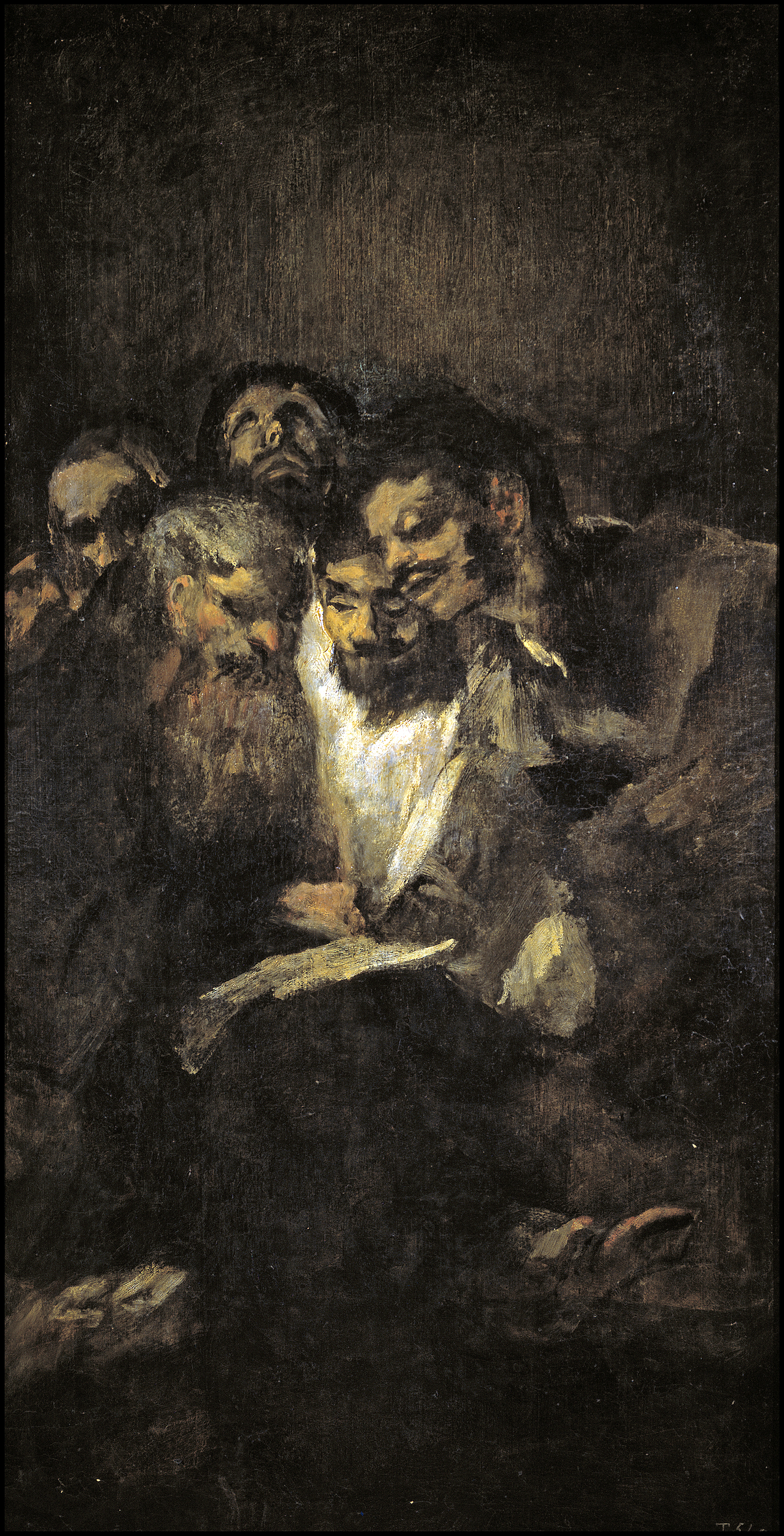
阅读的人（英语：Men Reading）（Hombres leyendo），1819–1823
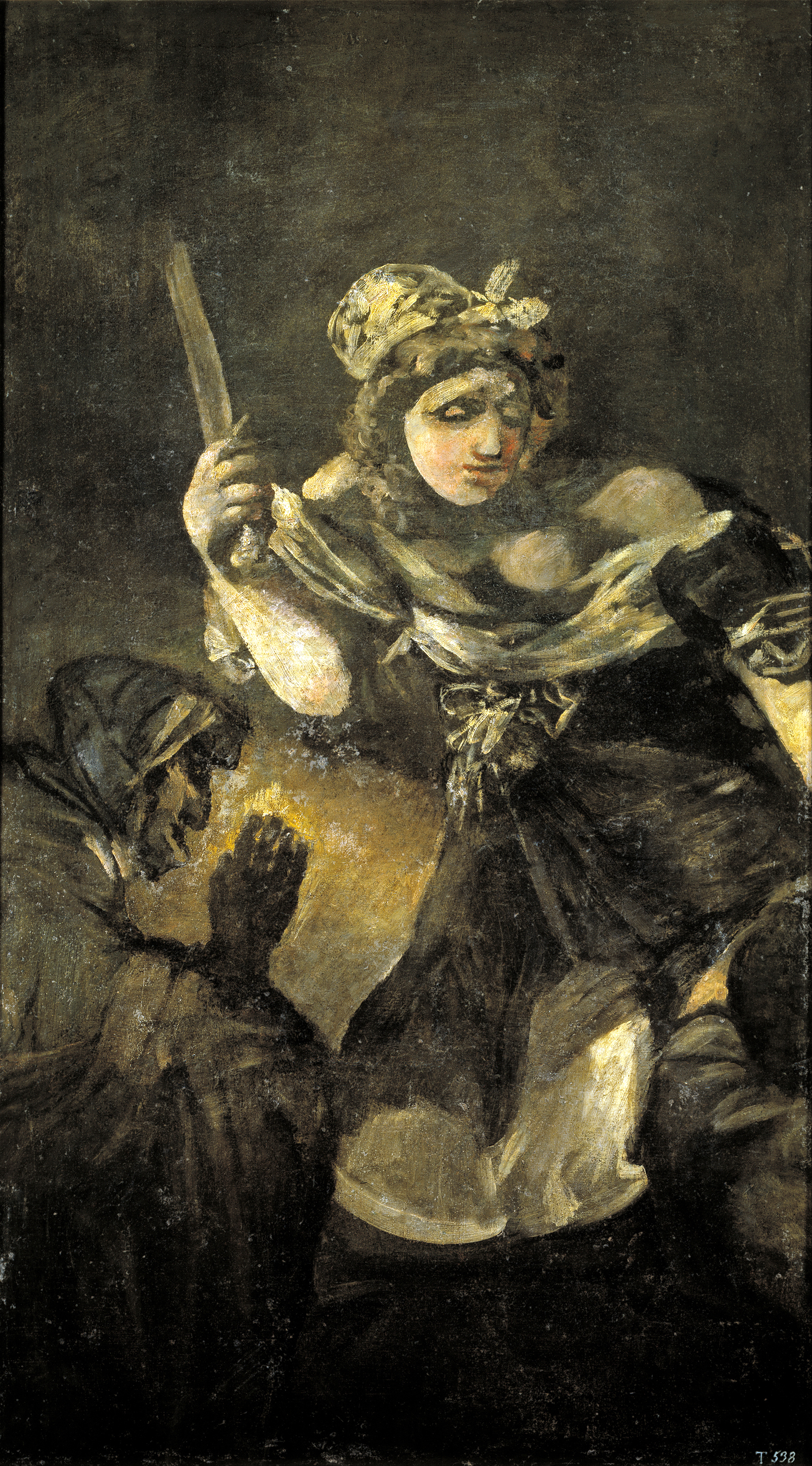
犹滴与赫罗福尼斯（英语：and Holofernes (Goya)）（Judith y Holofernes），1819–1823年
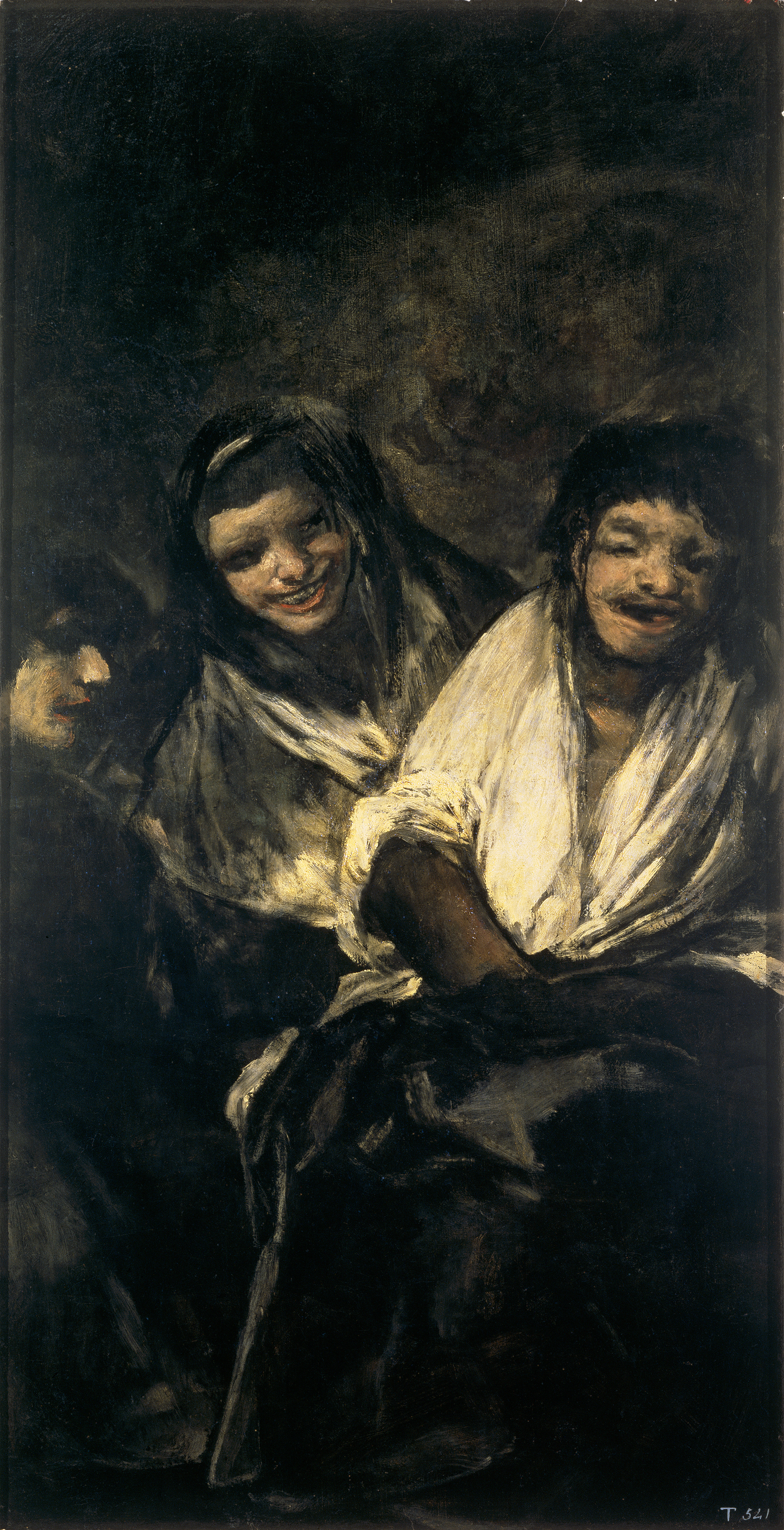
被两个女人嘲笑的男人（英语：Man Mocked by Two Women）（Dos mujeres y un hombre），1819–1823年
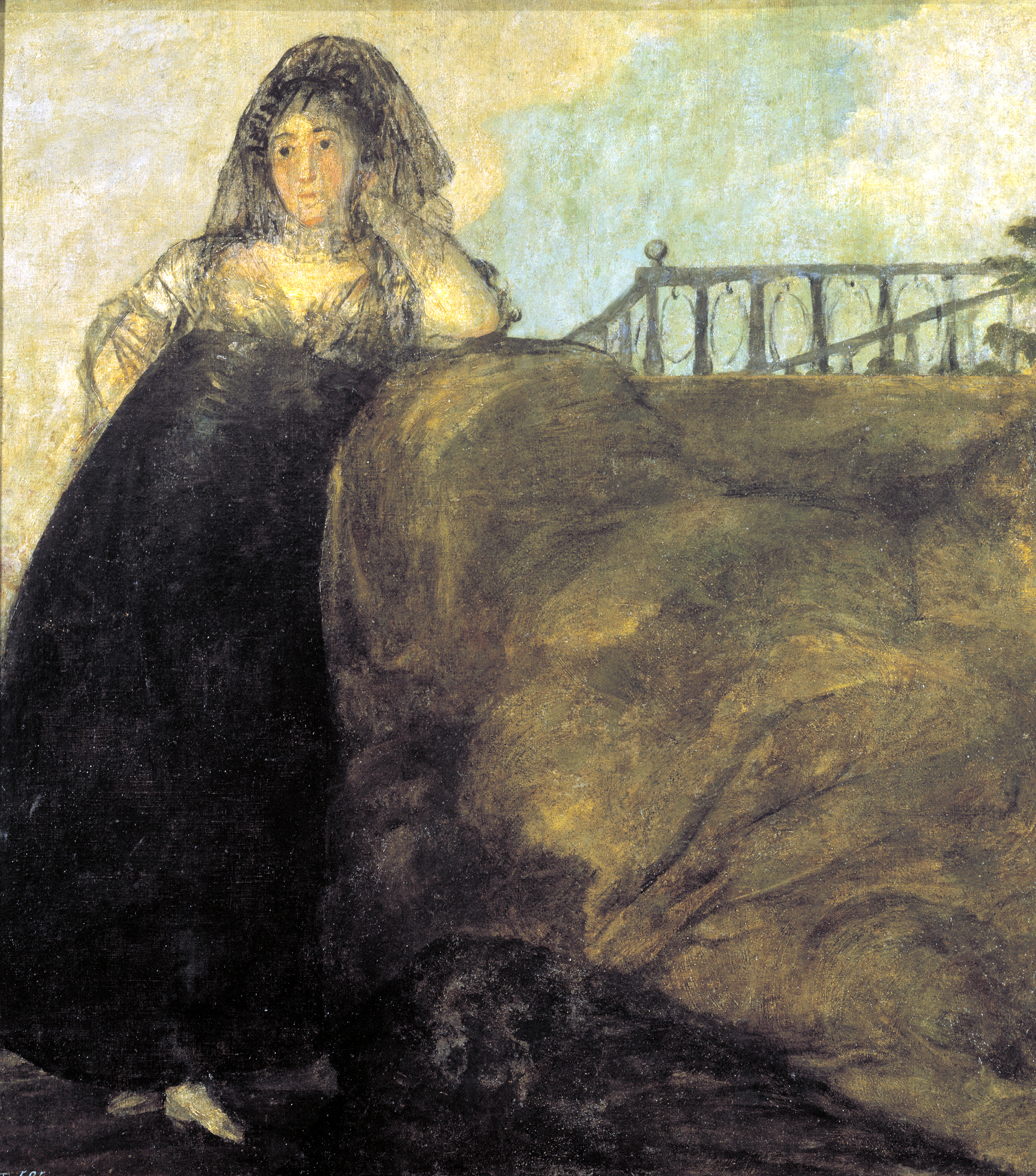
利奥卡地亚（英语：La Leocadia）（Una manola/La Leocadia），1819–1823年
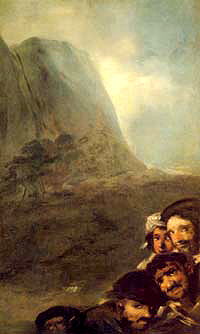
风景中的头像（Cabezas en un paisaje），可能是黑色绘画的第十五幅

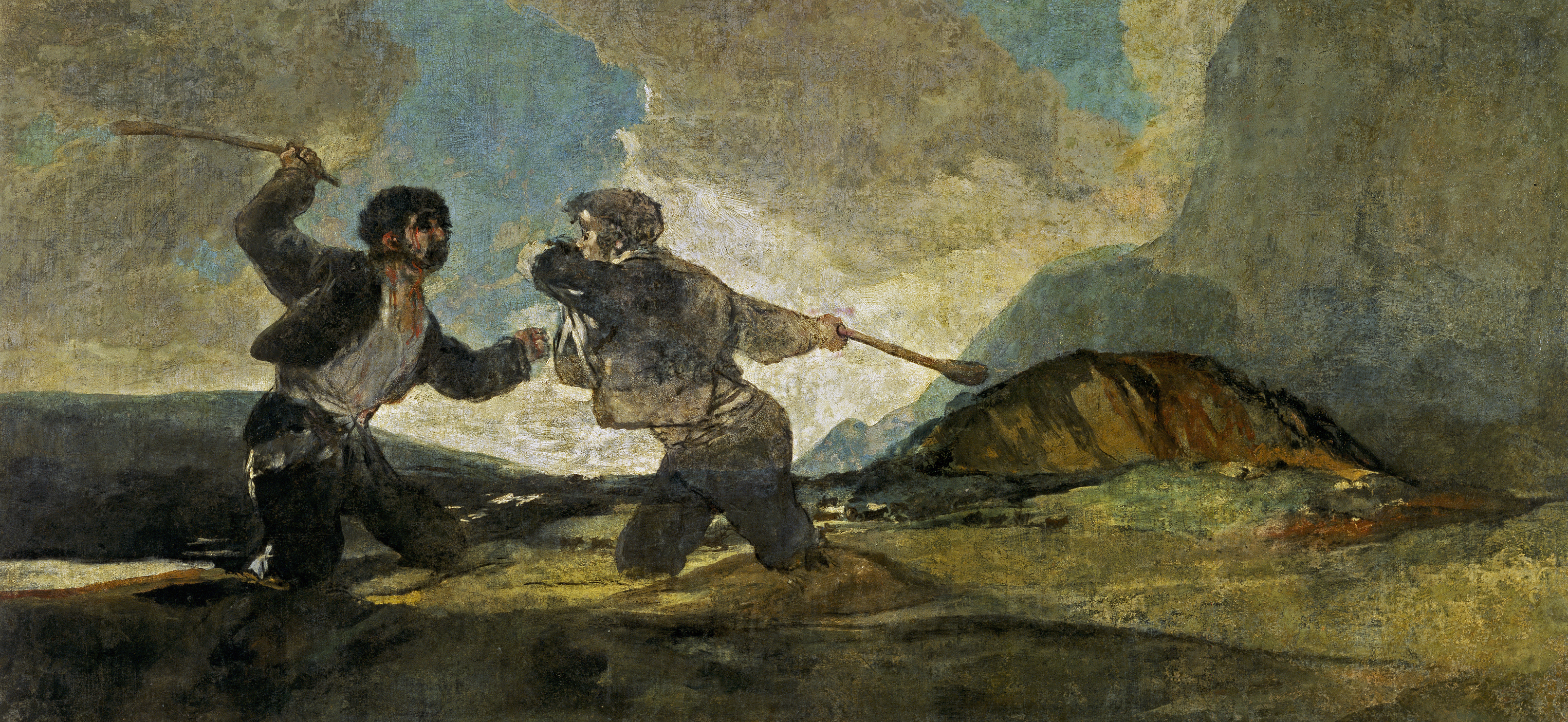
棍棒格斗（英语：Fight with Cudgels）（Duelo a garrotazos），1819–1823年
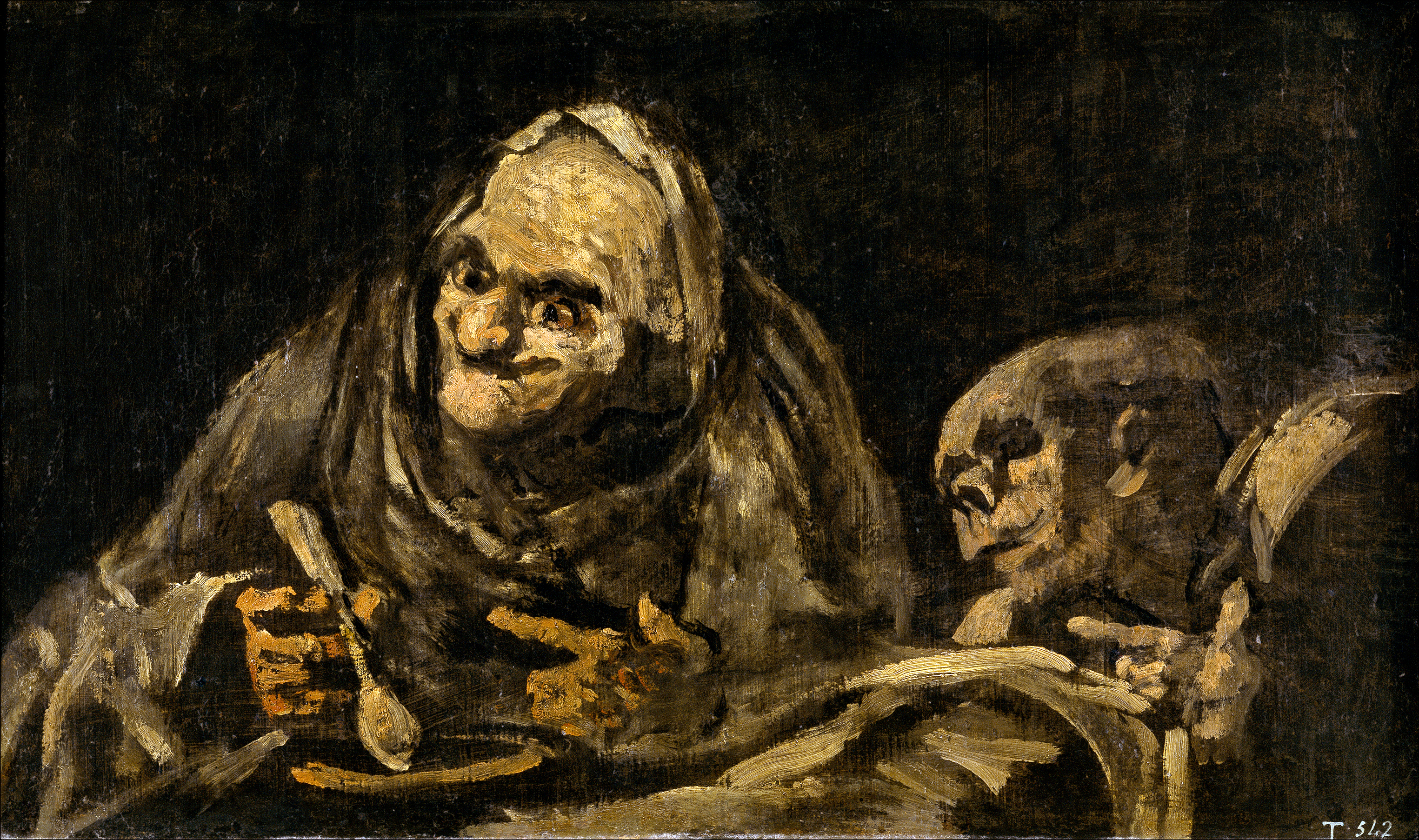
两个喝汤的老人（英语：Two Old Men Eating Soup）（Dos viejos comiendo sopa），1819–1823年
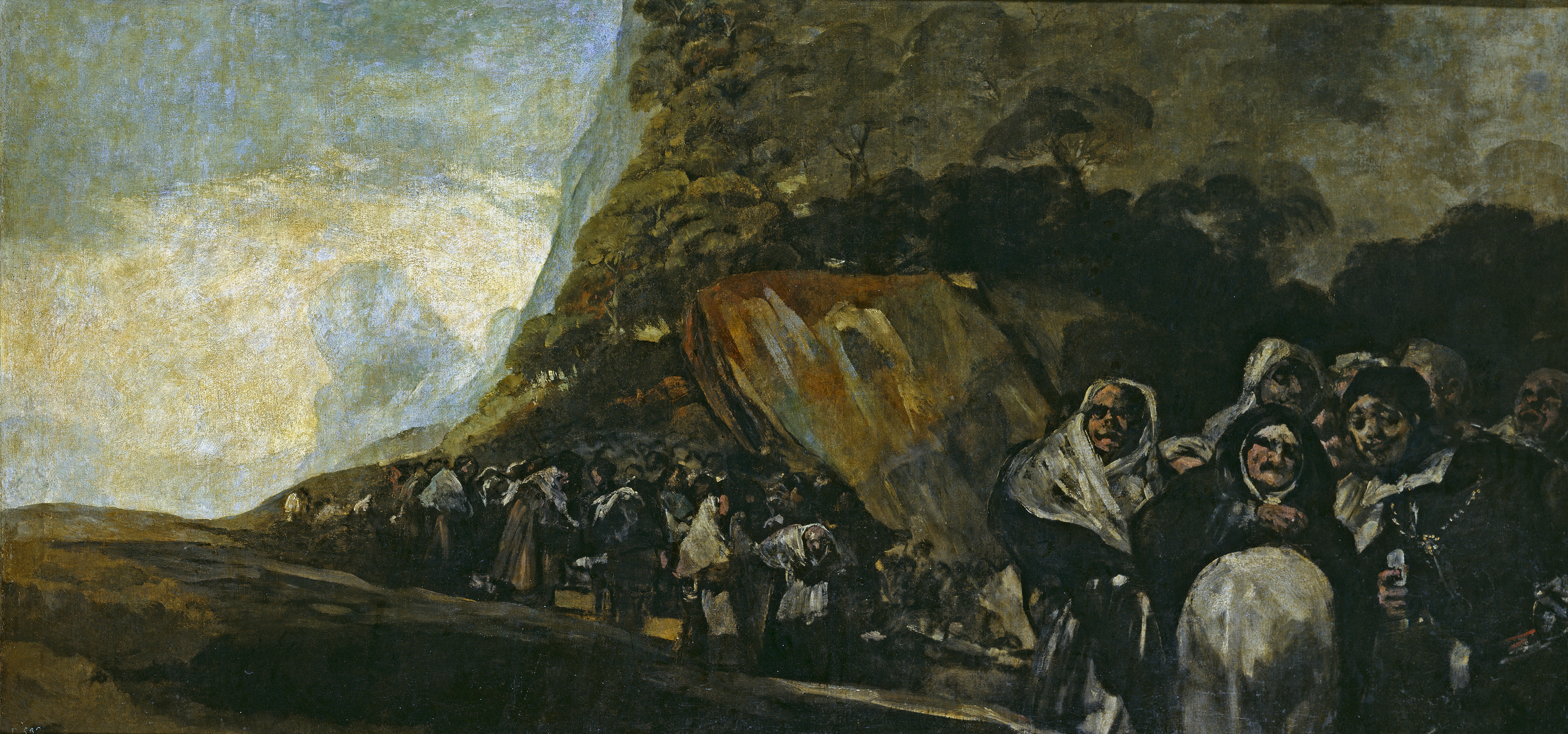
往圣伊西德罗之泉朝圣（英语：Pilgrimage to the Fountain of San Isidro）（Peregrinación a la fuente de San Isidro/Procesión del Santo Oficio），1819–1823年
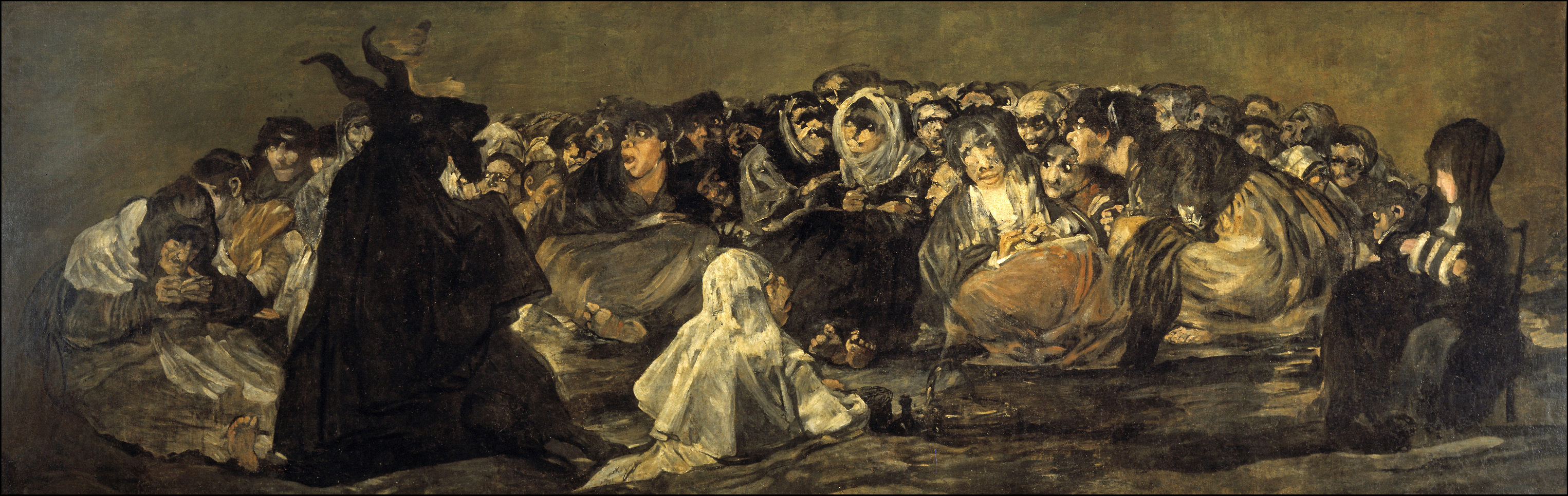
女巫的安息日（英语：Witches' Sabbath (The Great He-Goat)）（El Gran Cabrón/Aquelarre），1819–1823年
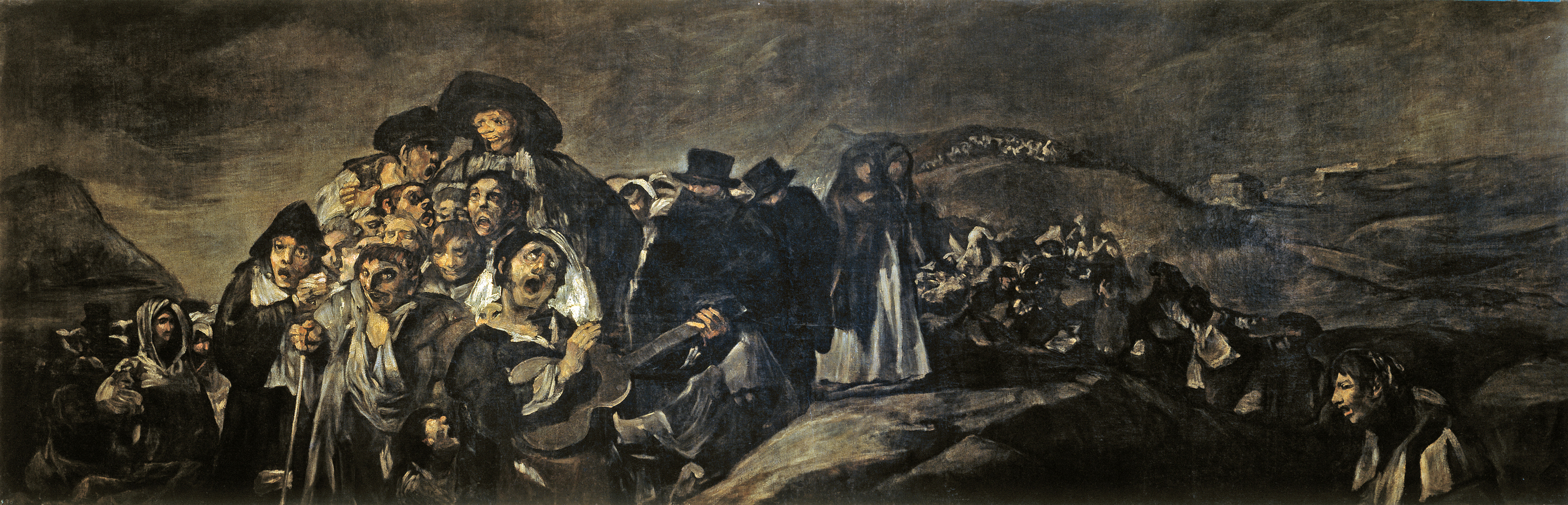
圣伊西德罗朝圣（英语：A Pilgrimage to San Isidro）（La romería de San Isidro），1819–1823年
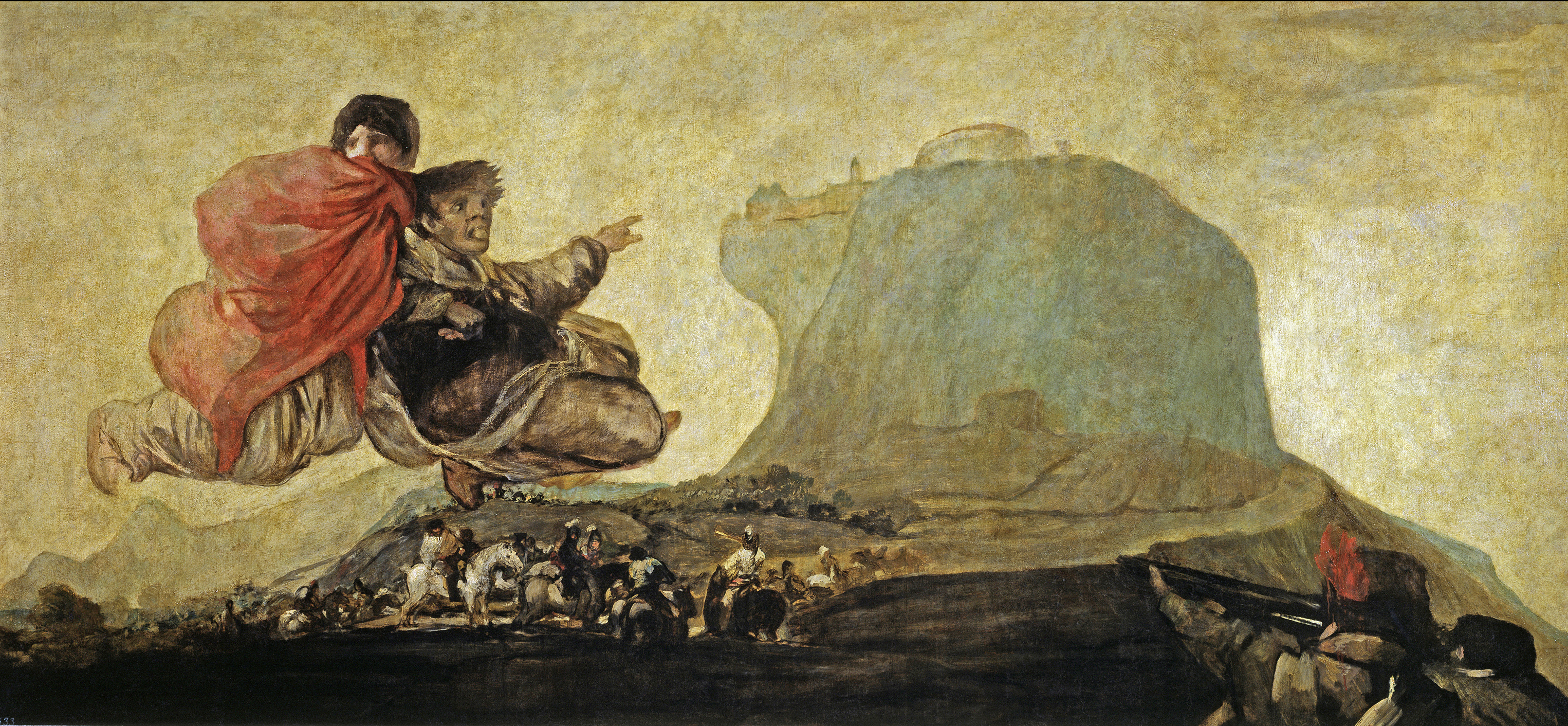
阿斯莫代阿（英语：Asmodea）（Vision fantástica/Asmodea），1819–1823年
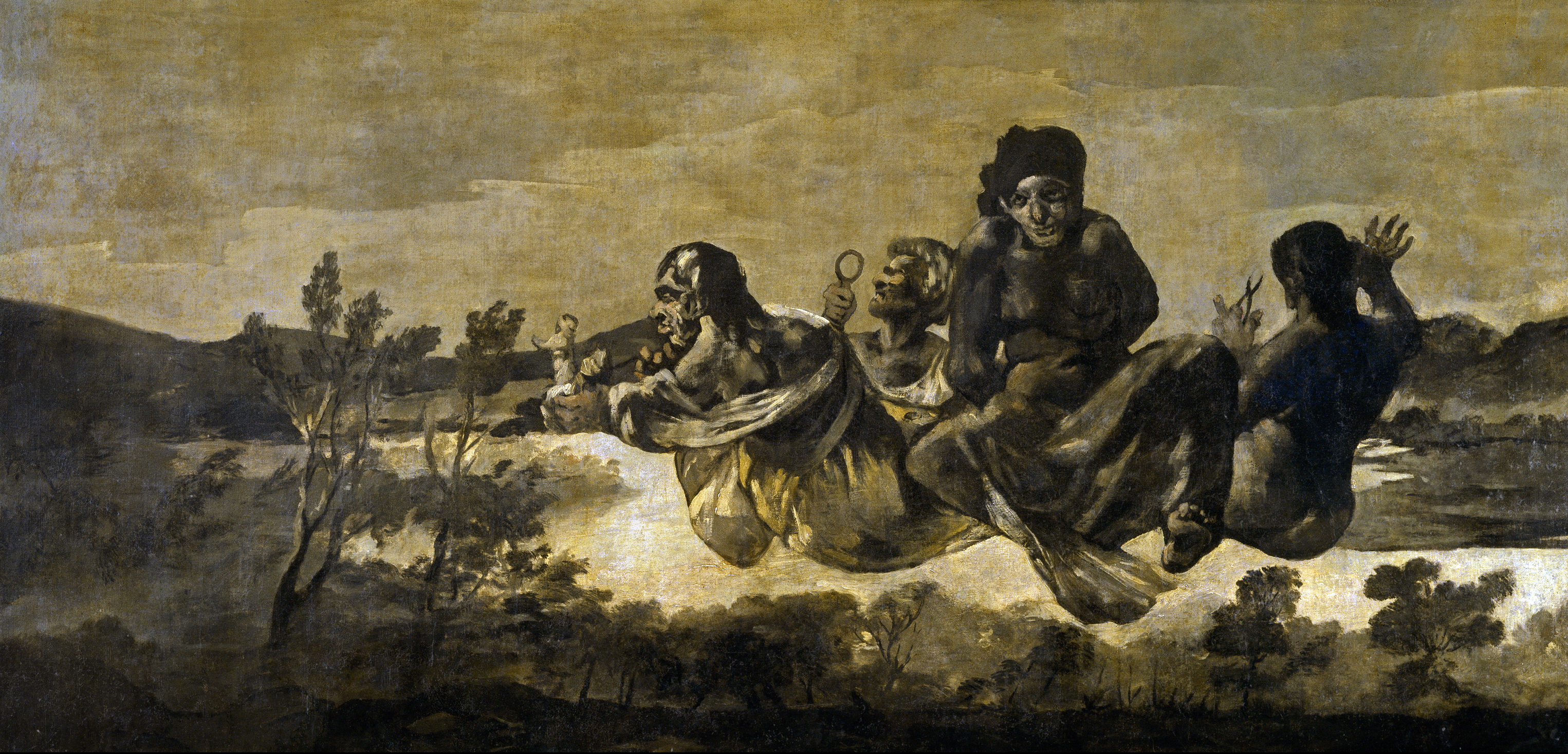
阿特罗波斯（英语：Atropos (Goya)）（Átropos/Las Parcas），1819–1823年

## 歷史

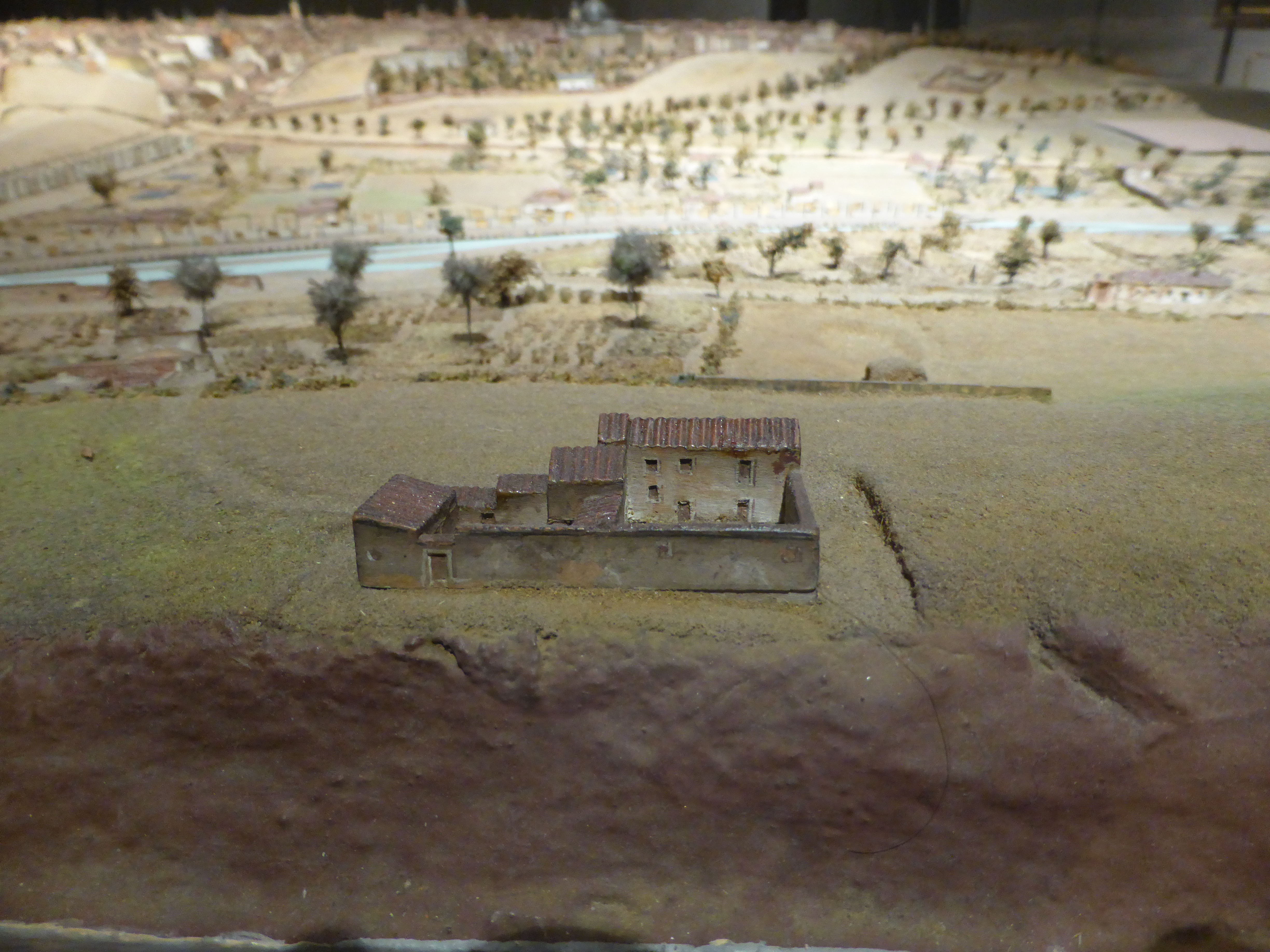
聾人別墅模型，展示於馬德里歷史博物館。

1819年2月，戈雅購買了位於曼薩納雷斯河畔、靠近塞哥维亚橋並面向聖伊西德羅平原的「聾人別墅」（Quinta del Sordo）。有觀點認為，他選擇這棟別墅是為了遠離公眾視野。戈雅在此與他的伴侶兼女僕蕾奧卡迪婭·魏斯同居，儘管他與丈夫伊西多羅·魏斯（Isidoro Weiss）的婚姻尚未正式結束。據推測，戈雅可能與蕾奧卡迪婭存在情感關係，甚至可能有一名名為羅莎里奧的女兒。至於戈雅何時開始創作《黑色繪畫》的時間尚不確定，但根據他的自畫像《與阿里埃塔醫生》（1820年），推測他可能在1819年2月至11月間因病開始了這些壁畫的創作。已知的是，這些壁畫覆蓋了原有的鄉村場景畫作，戈雅將其中的風景元素融入到如《棍棒格斗》等壁畫之中。
如果這些田園場景的原畫確實由戈雅親自繪製，則推測可能是因病及「自由三年」期間的政治動盪使他將這些作品改畫為《黑色繪畫》。博薩爾認為，這些原作也是戈雅的作品，因此戈雅覆蓋它們創作《黑色繪畫》是唯一合理的解釋；然而，奈傑爾·格倫丁寧則推測「當戈雅購得別墅時，這些原畫作可能已存在於牆上」。不論真相如何，這些《黑色繪畫》壁畫的完成時間大約為1820年，不遲於1823年。當年，戈雅離開別墅前往波爾多，將此別墅留給孫子馬里亞諾，可能是為了避開拉斐爾·德爾列戈與共和軍敗退後可能遭受的報復。1830年，馬里亞諾將別墅所有權轉讓給父親哈維爾·德·戈雅。
1874年，開始進行將壁畫轉移至畫布上的複雜工程。當時，別墅牆壁覆有壁紙，而戈雅的畫作直接畫在壁紙之上。這項轉移工作在德裔法國銀行家艾米爾·德·艾爾蘭格男爵的要求下，由薩爾瓦多·馬丁內斯·庫貝爾斯監督完成。男爵原計劃在1878年巴黎世博會上出售這些畫作，但最終在1881年將它們捐贈給西班牙政府。現今，這些畫作於普拉多博物馆典藏展示。

### 佈局
在安東尼奧·布魯加達的編目中記錄「聾人別墅」內的壁畫分布：底層七幅、上層八幅。然而，最終普拉多博物館僅接收了十四幅畫作。查爾斯·伊里亞特曾描述一幅與現存作品不同的壁畫，據他所述，當他於1867年造訪該別墅時，這幅畫已被移走，並送至薩拉曼卡侯爵的維斯塔阿萊格雷宮。許多評論家推測，根據尺寸和主題，這幅失蹤的畫作很可能是《風景中的人頭》，目前收藏於紐約的史丹利·莫斯收藏館。
此外，關於某些壁畫的具體位置也有爭議，特別是《两个喝汤的老人》，至今尚無法確定它位於上層或底層的門楣上。不考慮這些細節，原先「聾人別墅」的壁畫分布大致如下：
底層為一個長方形空間，兩側的長邊各有一扇靠近短邊牆的窗戶。每扇窗戶之間各有一幅大型壁畫，以風景形式展開。面對這些壁畫時，右邊為《圣伊西德罗朝圣》，左邊則為《女巫的安息日》。在面向入口的小牆上，中央有一扇窗戶，右邊是《犹滴与赫罗福尼斯》，左邊是《农神吞噬其子》。門的一側是《利奥卡地亚，而《两个老人》則對應《犹滴》。
上層的平面大小與底層相同，但長邊牆上只有一扇中央窗戶，兩側各有一幅壁畫。進門後的右側牆包含靠近入口的《阿斯莫代阿》，窗戶另一側為《往圣伊西德罗之泉朝圣》。左側牆上分別為《阿特罗波斯》及《棍棒格斗》。在後方短牆上，可見右側的《被两个女人嘲笑的男人》及左側的《阅读的人》。門的右側是《狗》，左側為《風景中的人頭》。
《兩個老人喝湯》可能位於其中一扇門的上方；格倫丁寧根據洛朗拍攝的壁畫照片中所顯示的設計，推測它應該在底層門的上方。洛朗法留下的照片顯示，壁畫周圍的邊框以古典風格設計，門、窗及門楣上方同樣裝飾有花飾。牆壁上貼著當時貴族和上層階級住宅中常見的牆紙，可能來自費爾南多七世贊助的皇家壁紙廠。底層的壁紙以果實和葉子的圖案裝飾，而上層則呈現對角線排列的幾何圖案。這些照片同時記錄了壁畫移除前的狀態，例如在《女巫的安息日》的右側部分，儘管這幅壁畫由馬丁內斯·庫貝爾斯轉移到畫布上，但有一大部分未能保存下來。

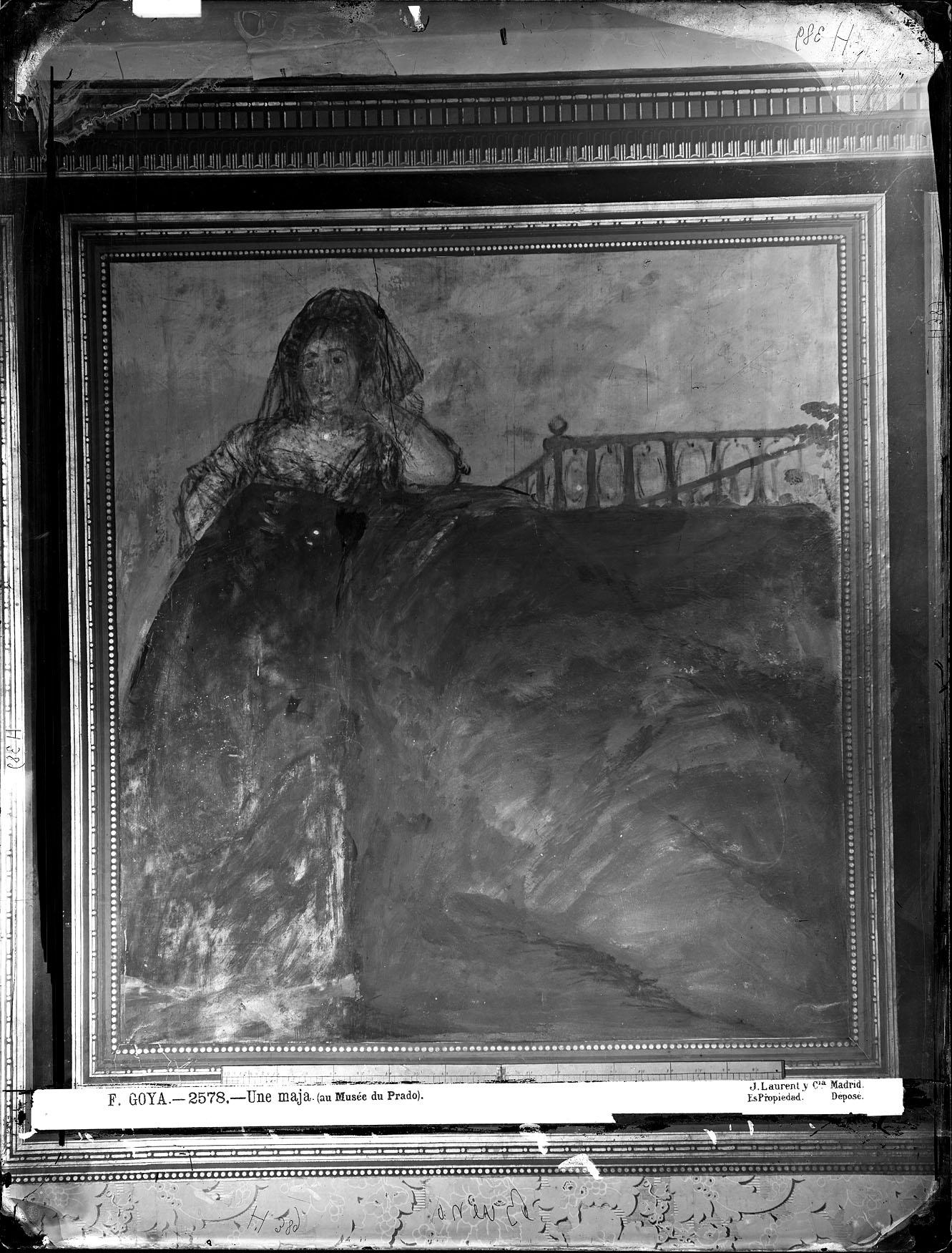
利奧卡地亞（Una manola/La Leocadia）
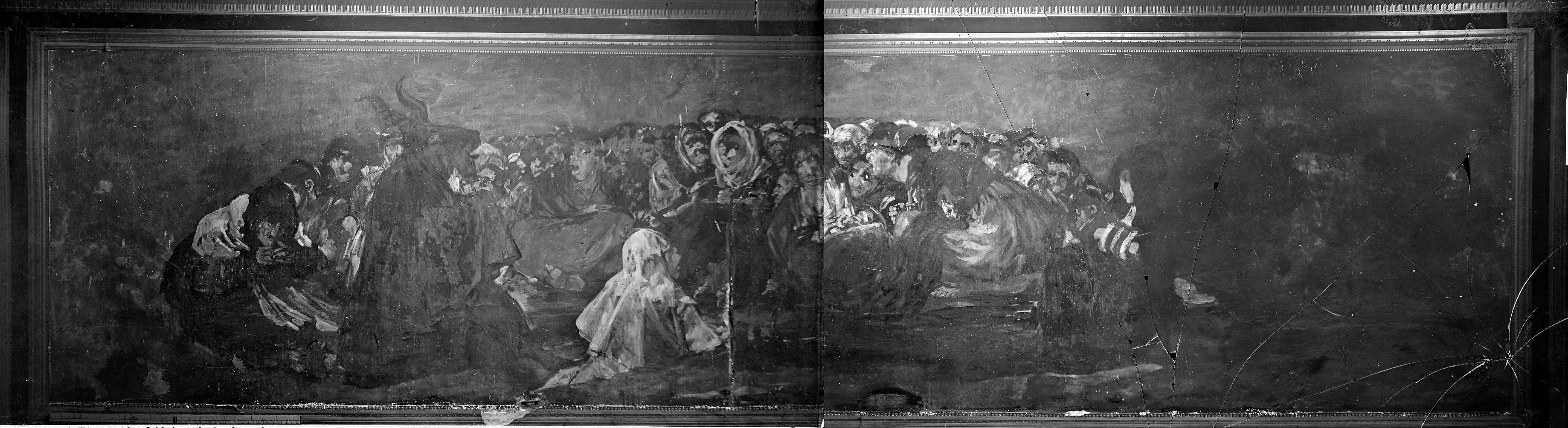
女巫的安息日（El Gran Cabrón/Aquelarre）
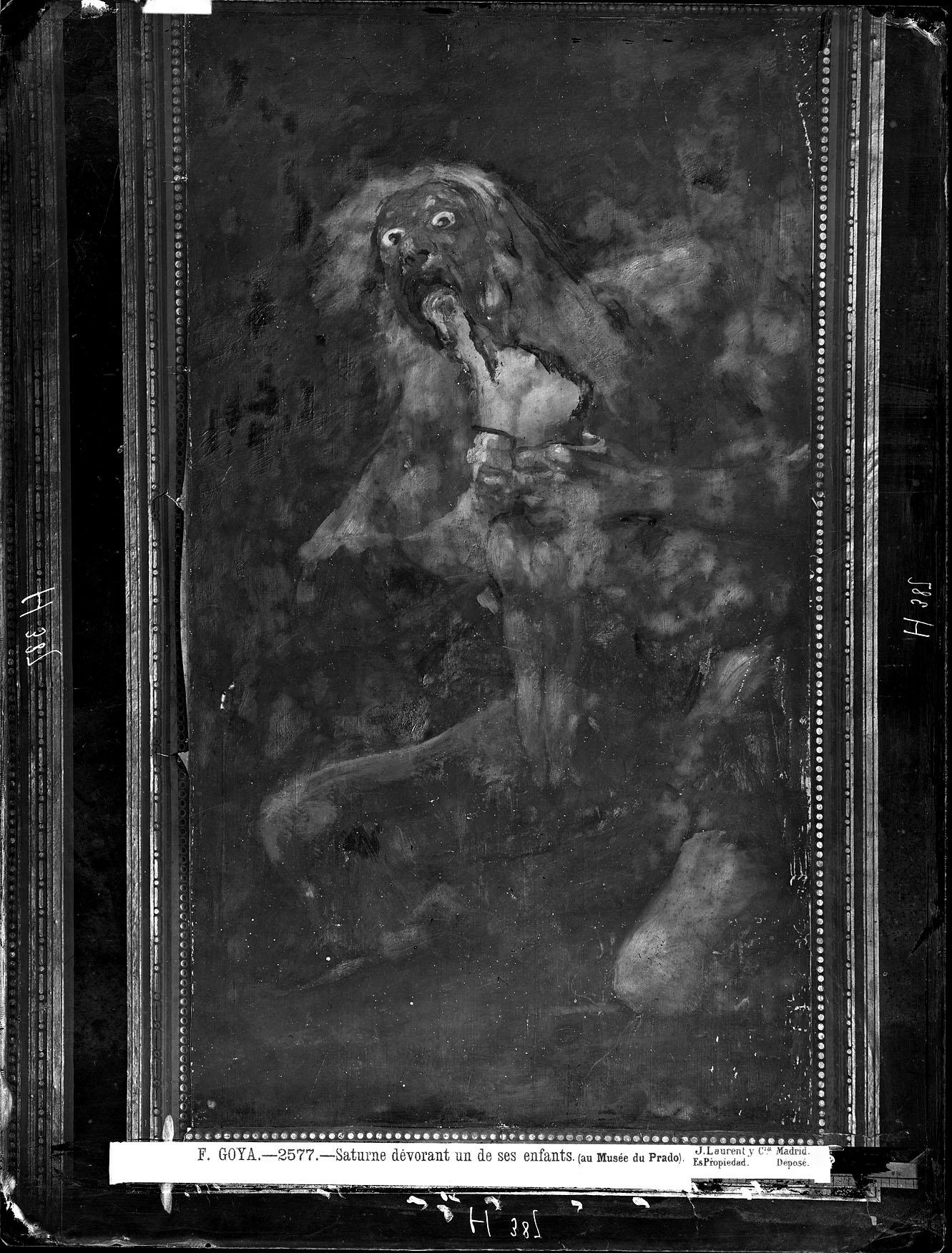
農神吞噬其子（Saturno devorando a su hijo）
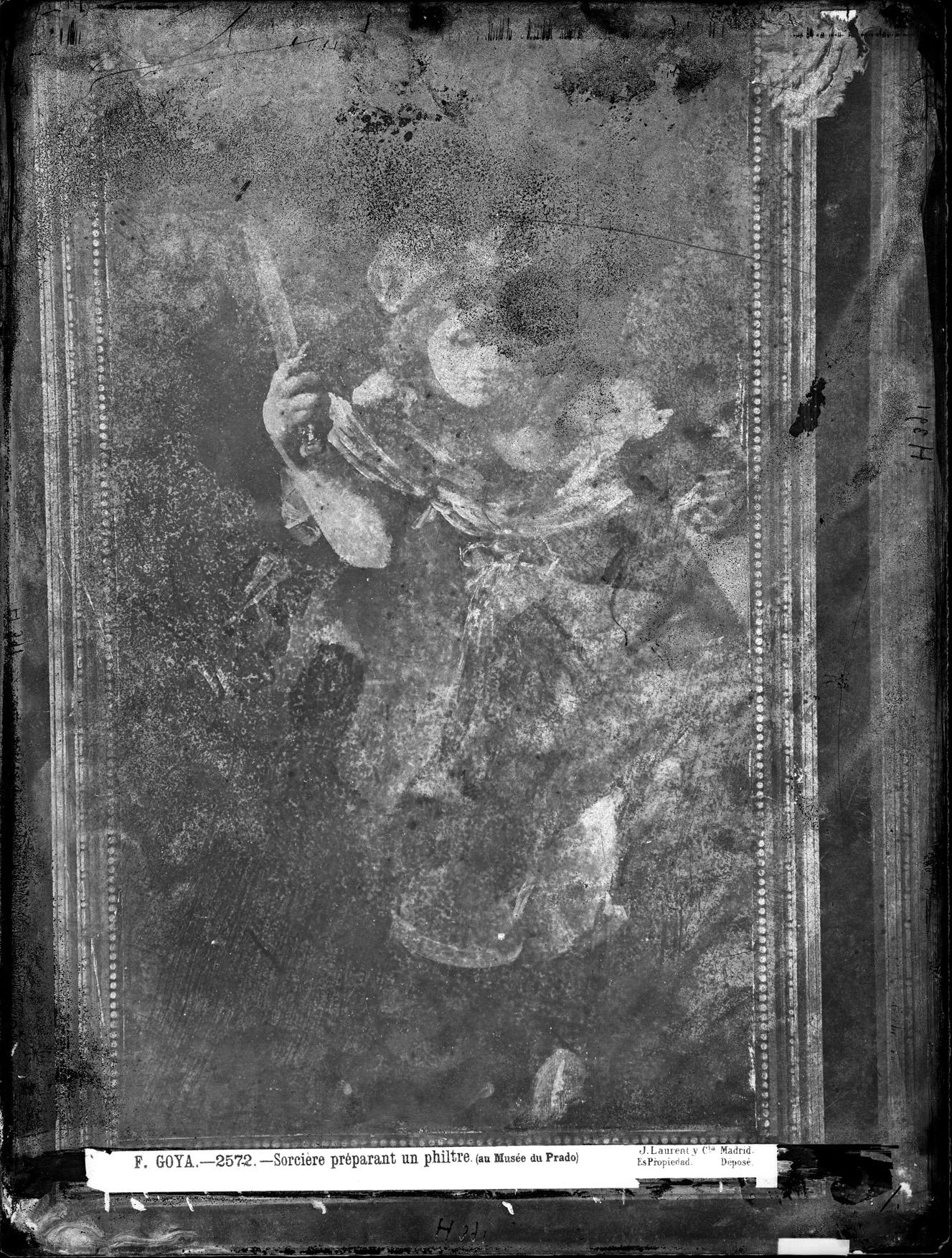
猶滴與赫羅福尼斯（Judith y Holofernes）
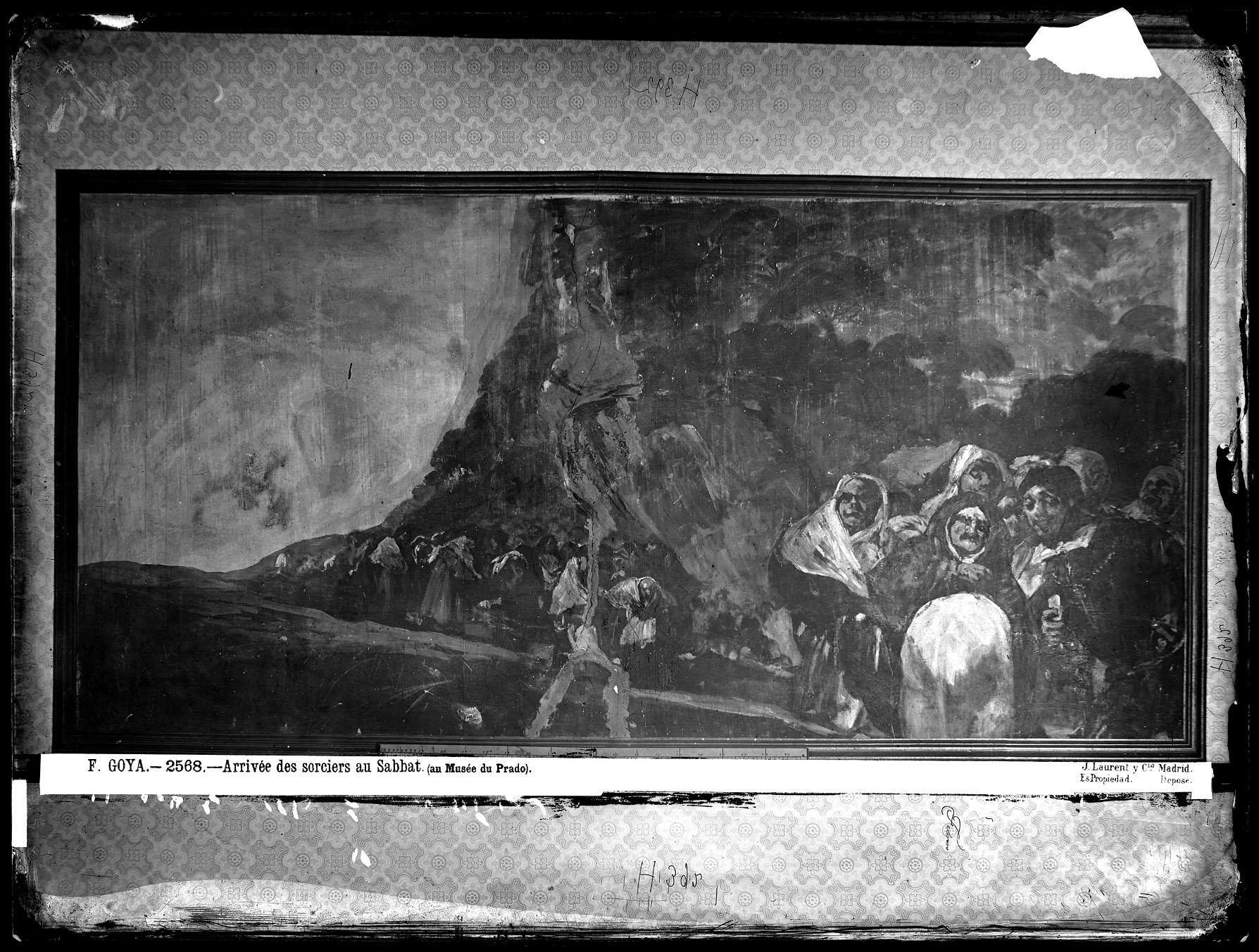
往聖伊西德羅之泉朝聖（Peregrinación a la fuente de San Isidro/Procesión del Santo Oficio）
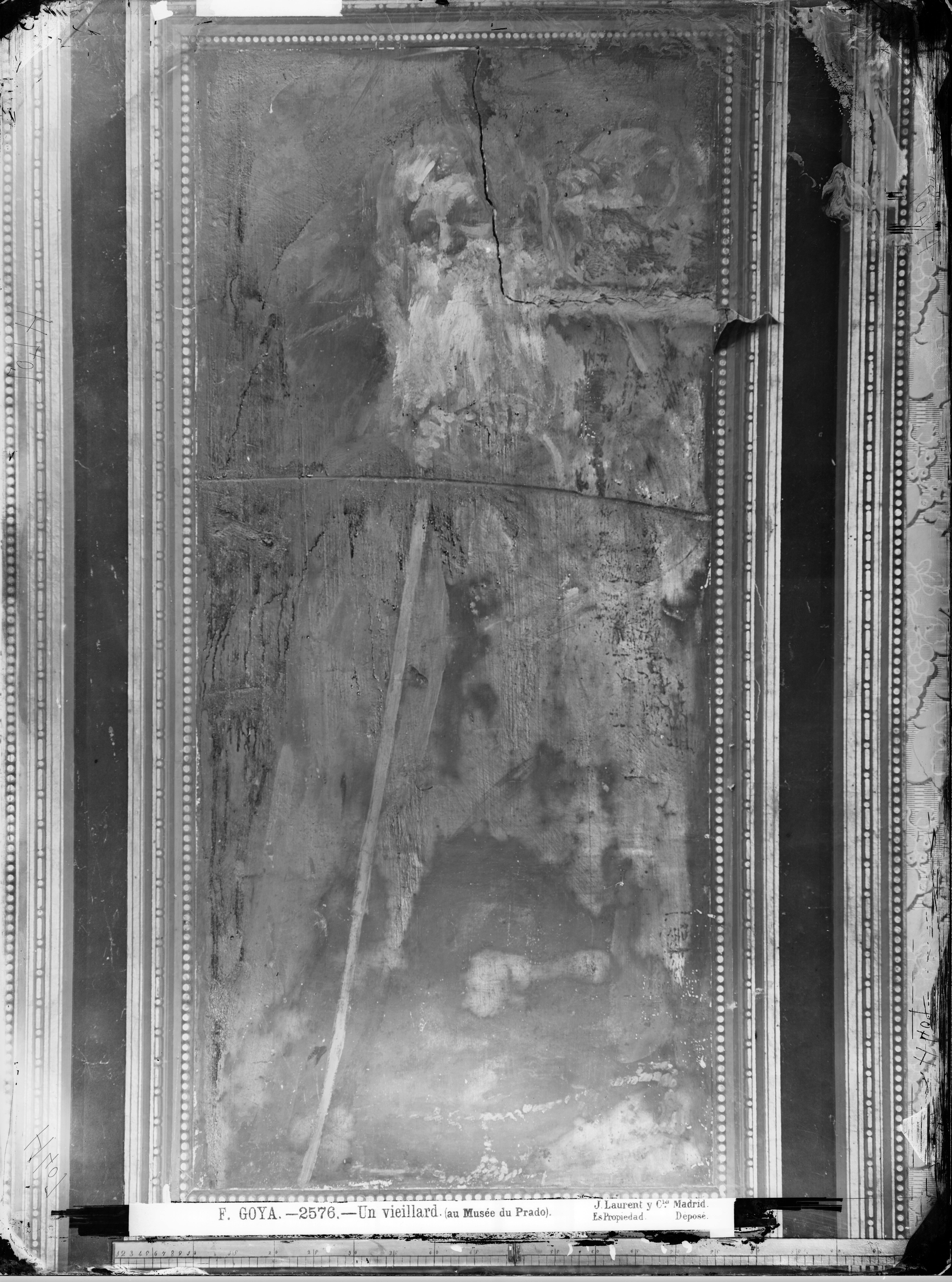
兩個老人（Dos viejos/Un viejo y un fraile）
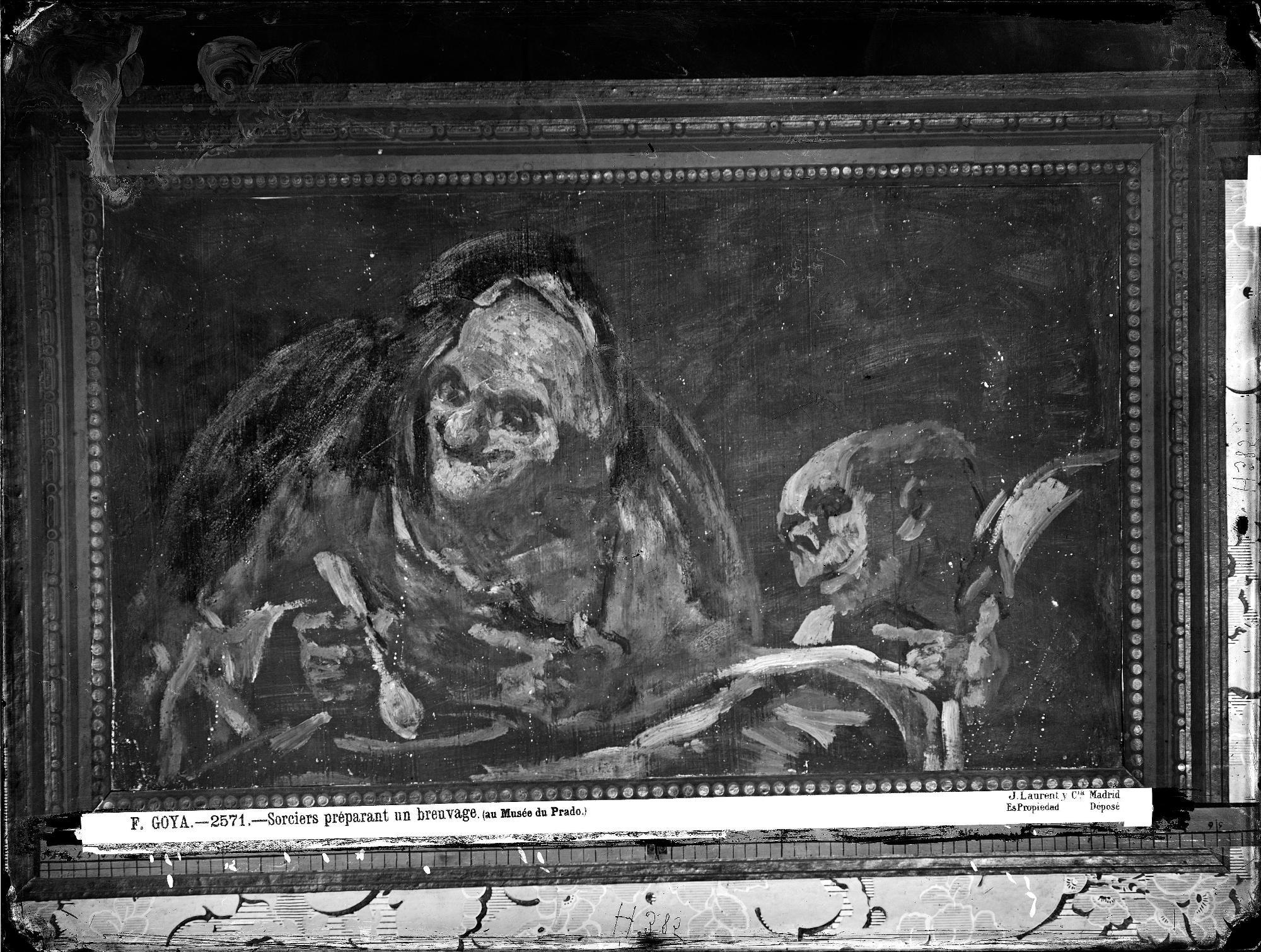
兩個喝湯的老人（Dos viejos comiendo sopa），1819–1823
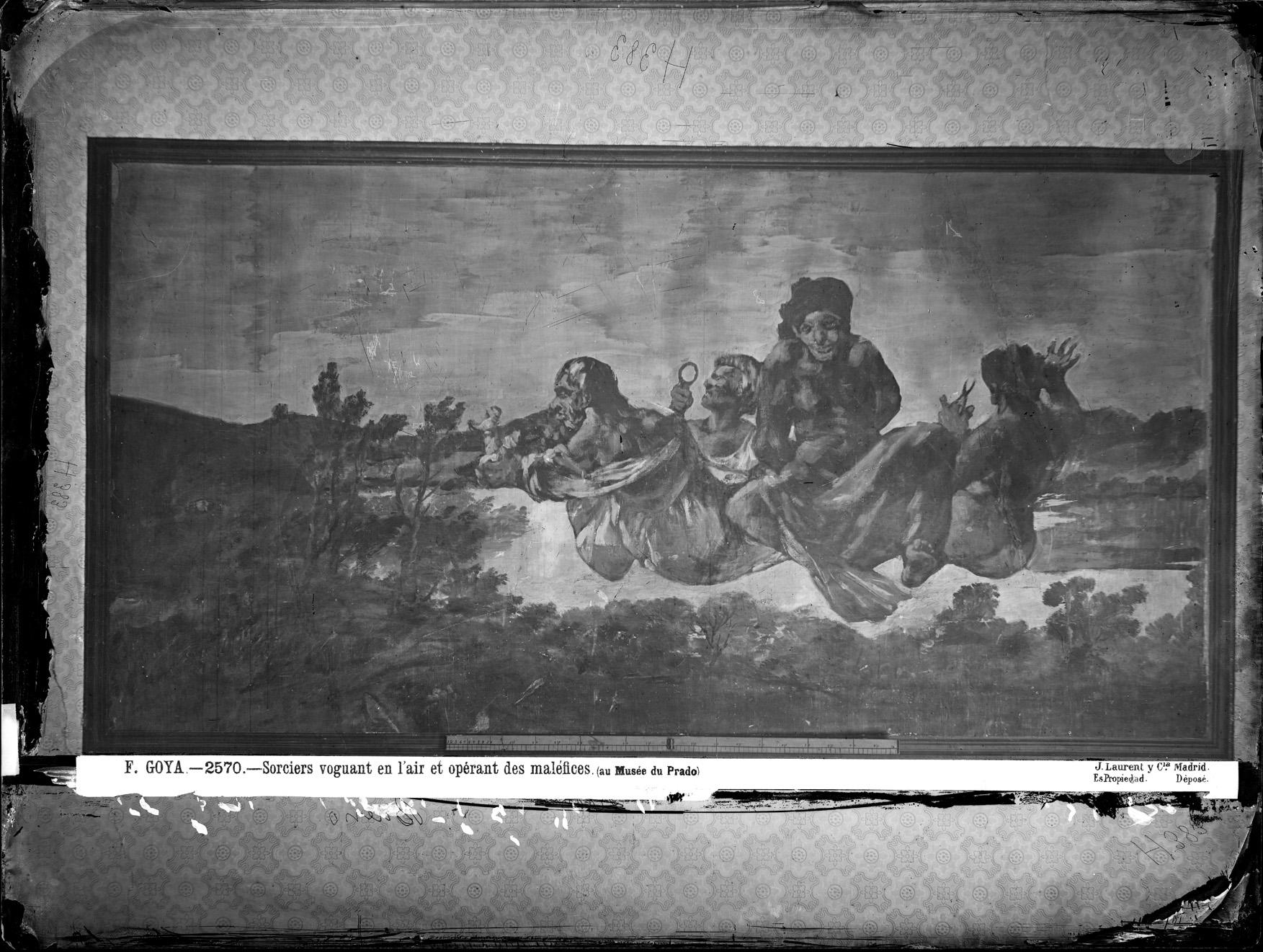
阿特羅波斯（Átropos/Las Parcas）
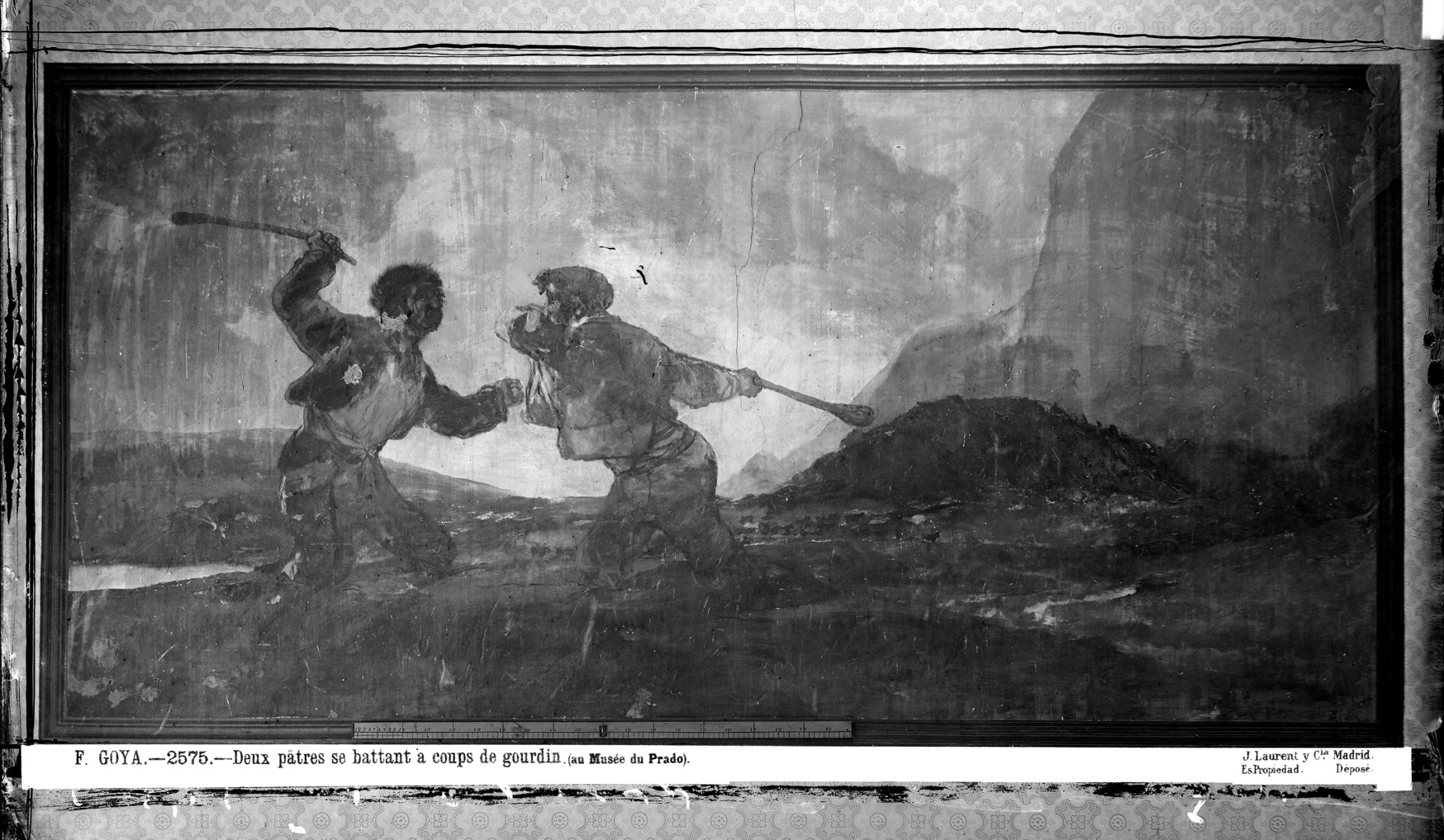
棍棒格鬥（Duelo a garrotazos），
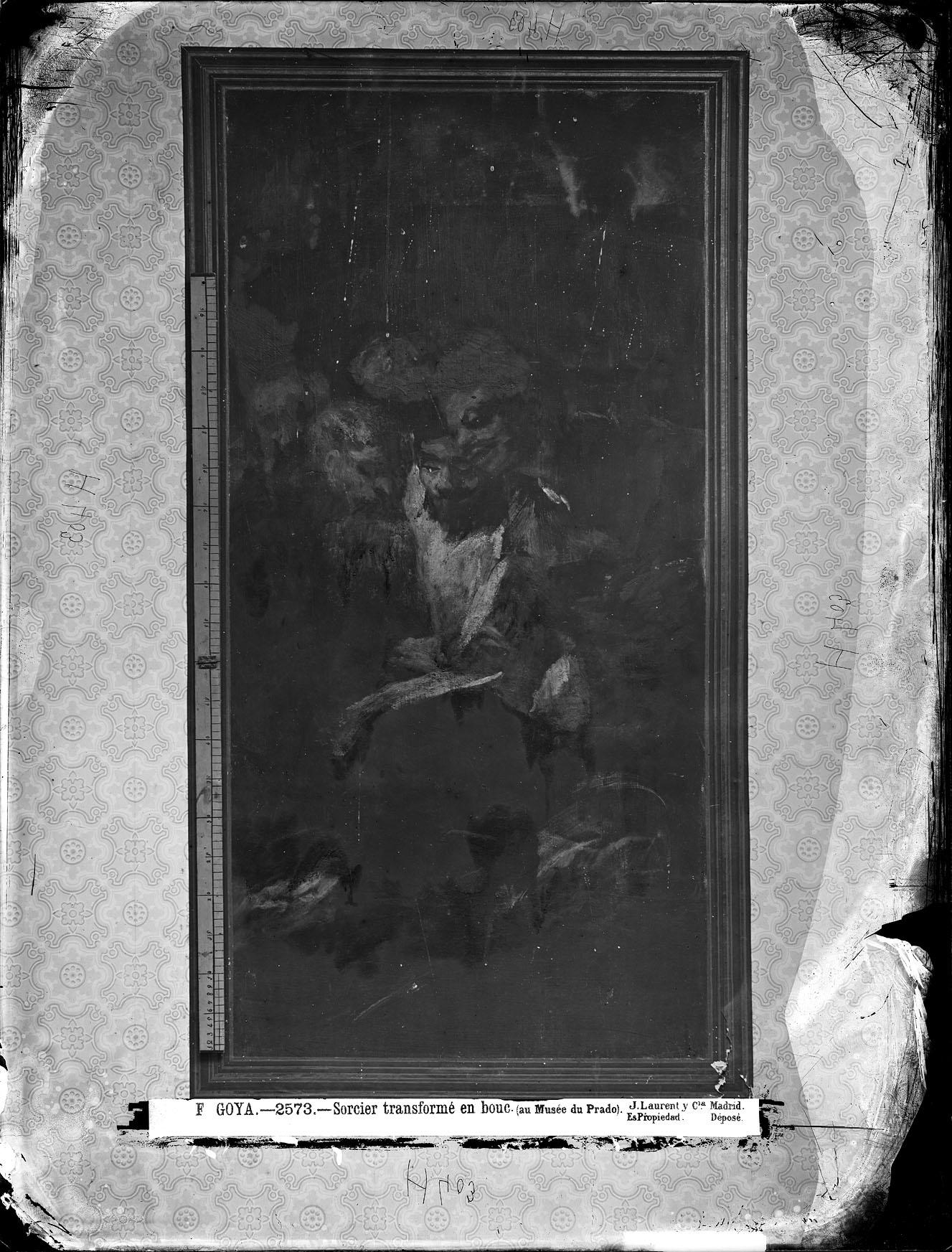
閱讀的人（Hombres leyendo）
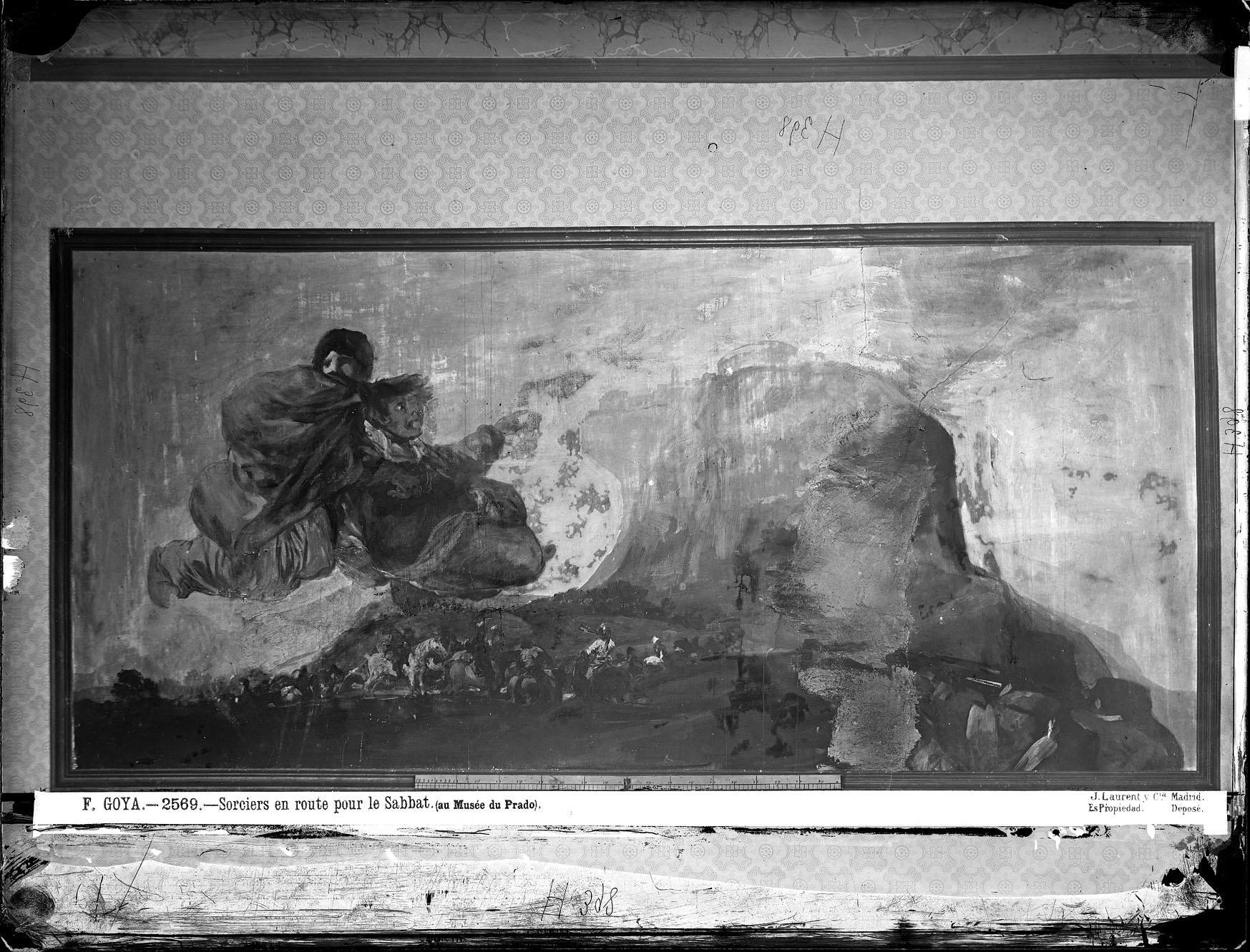
阿斯莫代阿（Vision fantástica/Asmodea）
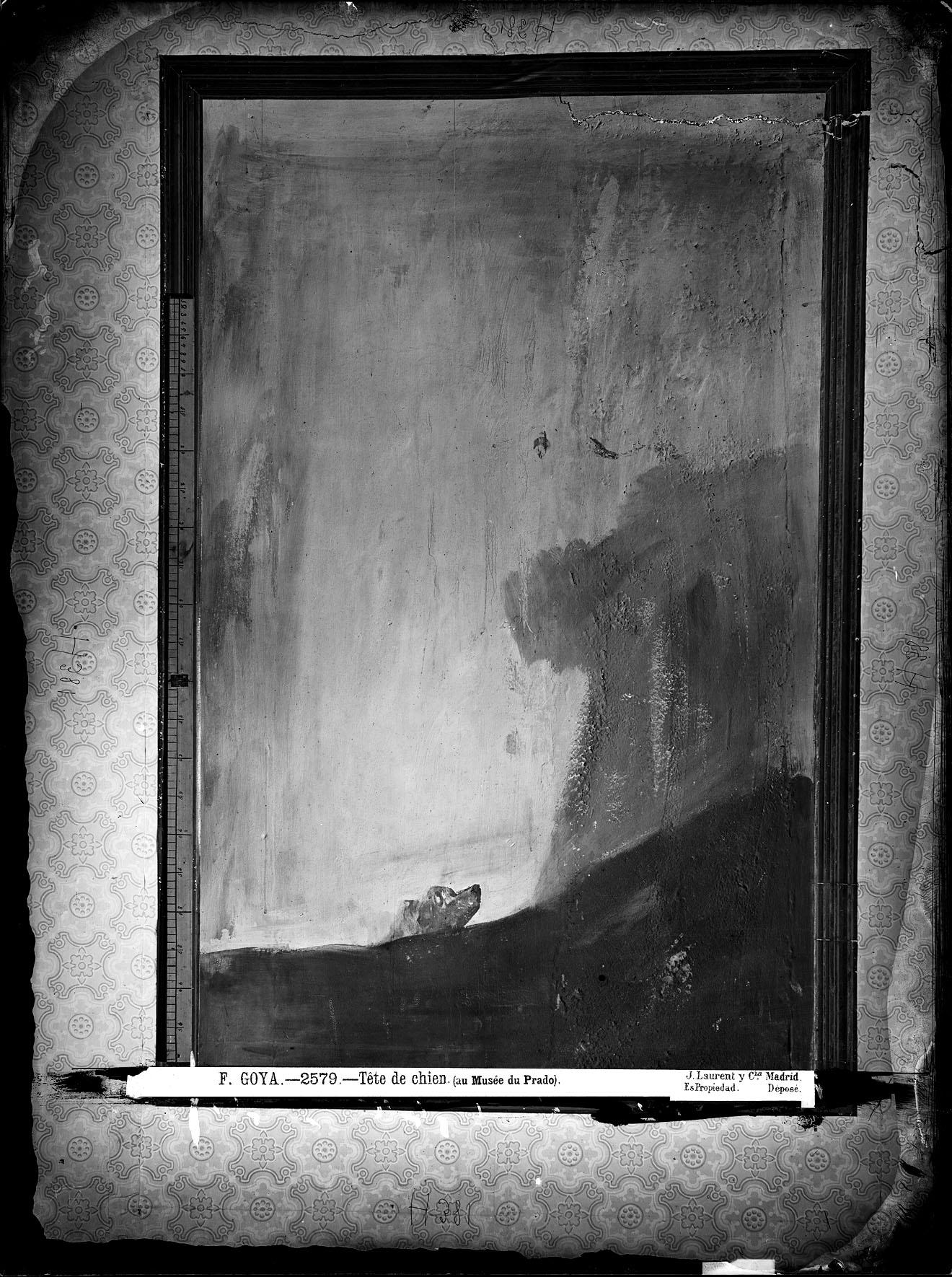
狗（El perro）

## 真實性
藝術史學家胡安·何塞·胡恩克拉曾對《黑色繪畫》的真實性提出質疑。2003年，他發表結論，認為這些畫作不可能是在戈雅生前創作的。胡恩克拉指出，當時的法律文件顯示「聾人別墅」原為單層建築，二樓是在戈雅去世後才加建的。若此層樓在戈雅生前並不存在，那麼位於上層的黑色畫作便不可能出自他之手。胡恩克拉推測，這些作品可能是戈雅之子哈維爾所作，而哈維爾的兒子馬里亞諾則出於經濟利益，將其冒充為戈雅的遺作。
胡恩克拉的理論引起戈雅研究學者奈傑爾·格倫丁寧的強烈反駁。格倫丁寧發表了一篇學術論文為《黑色繪畫》的真實性辯護，並在馬德里的一場演講中重申了他的立場。他將黑色畫作與戈雅的其他作品（如《1808年5月2日》）進行對比，並援引了多項文件證據，其中包括由戈雅之子哈維爾於1812年編制的財產清單，上面列有這些作品。至今，普拉多博物館依然承認黑色畫作為戈雅的真跡。

### 書目
- Arnaiz, José Manuel, Las pinturas negras de Goya, Madrid, Antiqvaria, 1996. ISBN 978-84-86508-45-6
- Benito Oterino, Agustín, La luz en la quinta del sordo: estudio de las formas y cotidianidad （页面存档备份，存于）, Madrid, Universidad Complutense, 2002. ISBN 84-669-1890-6
- Bozal, Valeriano, Francisco Goya, vida y obra (2 vols.), Madrid, Tf., 2005. ISBN 84-96209-39-3.
- '"Pinturas negras" de Goya, Tf. Editores, Madrid, Tf., 1997. ISBN 84-89162-75-1
- Ciofalo, John J. "Blackened Myths, Mirrors, and Memories". In: The Self-Portraits of Francisco Goya. Cambridge University Press, 2001.
- Connell, Evan S. Francisco Goya: A Life. New York: Counterpoint, 2004. ISBN 1-58243-307-0
- Cottom, Daniel. Unhuman Culture. University of Pennsylvania, 2006. ISBN 0-8122-3956-3
- Glendinning, Nigel, "The Strange Translation of Goya's Black Paintings", The Burlington Magazine, CXVII, 868, 1975.
- The Interpretation of Goya's Black Paintings, London, Queen Mary College, 1977.
- Goya y sus críticos, Madrid, Taurus, 1982.
- "Goya's Country House in Madrid. The Quinta del Sordo", Apollo, CXXIII, 288, 1986.
- Francisco de Goya, Madrid, Cuadernos de Historia 16 (col. "El arte y sus creadores", nº 30), 1993.
- Hagen, Rose-Marie y Rainer Hagen, Francisco de Goya, Colonia, Taschen, 2003. ISBN 3-8228-2296-5.
- 羅伯特·休斯（英语：Robert Hughes (critic)）. Goya. New York: Alfred A. Knopf, 2004. ISBN 0-394-58028-1
- Licht, Fred. Goya: The Origins of the Modern Temper in Art. Universe Books, 1979. ISBN 0-87663-294-0
- Stoichita, Victor & Coderch, Anna Maria. Goya: The Last Carnival. London: Reakton books, 1999. ISBN 1-86189-045-1
- 茱莉葉·威爾遜·巴厚（英语：Juliet Wilson-Bareau）. Goya's Prints: the Tomás Harris Collection in the British Museum. London: British Museum Publications, 1981. ISBN 0-7141-0789-1
- Yriarte, Charles, Goya, sa vie, son oeuvre, Paris, Henri Plon, 1867.

## 外部連結
- 维基共享资源上的相關多媒體資源：黑色繪畫